# Negociaciones para la transferencia de soberanía de las islas Malvinas

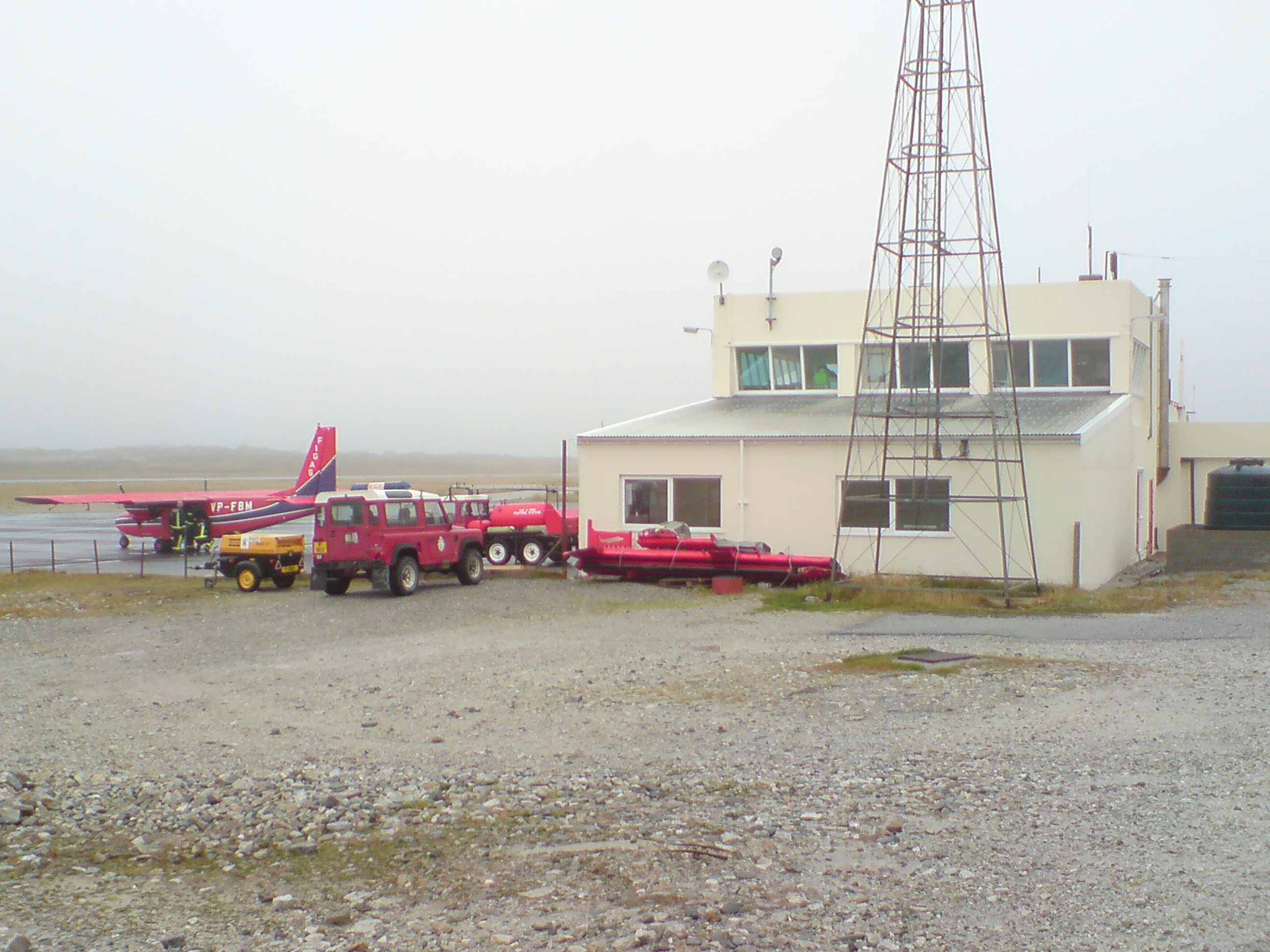
El aeropuerto terminó con el aislamiento de las islas.

Las negociaciones para la transferencia de soberanía de las islas Malvinas consistieron en una serie de encuentros oficiales, entre los gobiernos de la Argentina y el Reino Unido, entre 1966 y 1982, con el objetivo de resolver la cuestión de las islas Malvinas, mediante la restitución del territorio a Argentina y la introducción de salvaguardas para el mantenimiento de la forma de vida de la población de las islas.
Durante esos años las negociaciones fueron llevadas a cabo entre distintos gobiernos de Argentina y el Reino Unido para resolver la disputa de soberanía por la vía diplomática, analizando varias hipótesis de solución, no pudiendo arribar a un acuerdo. El Memorándum de Entendimiento de 1968 conformó el punto más alto de las negociaciones, mientras el incidente de la Misión Shackleton en 1976, fue su punto más bajo. Argentina intentó avanzar en sus reclamos de soberanía, mientras que el Reino Unido trató de acomodar dichos reclamos con su compromiso de respetar los deseos de los isleños y con la presión política llevada a cabo por grupos económicos de las islas.

## La cuestión Malvinas
La cuestión de las islas Malvinas es la disputa que el Reino Unido de Gran Bretaña e Irlanda del Norte y la República Argentina sostienen por la soberanía de las islas Malvinas, Georgias del Sur y Sándwich del Sur y los espacios marítimos circundantes. El 3 de enero de 1833 las fuerzas militares británicas expulsaron por la fuerza a las autoridades argentinas de las islas. Desde entonces Argentina reclama la devolución de los territorios que están bajo control del Reino Unido, que lo administra como un territorio británico de ultramar. Argentina reivindica sus derechos sobre las islas y exige su devolución, considerándolas parte integral e indivisible de su territorio. A criterio de las Naciones Unidas se trata de un territorio en litigio que incluye en la lista de territorios no autónomos bajo supervisión del Comité de Descolonización. La expresión de la Cuestión Malvinas nació en la Resolución 2065 de la ONU.

## La Resolución 2065 de Naciones Unidas

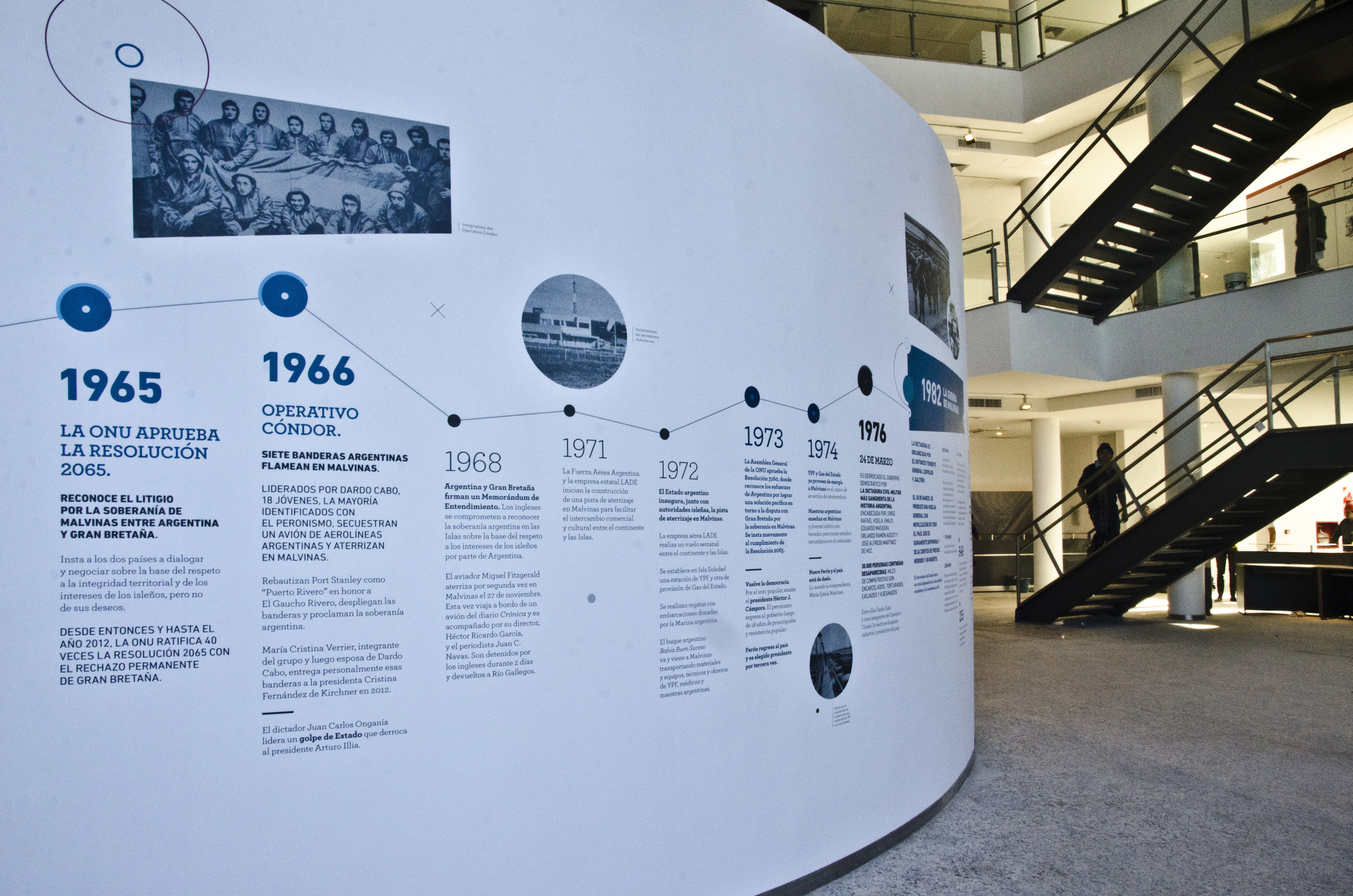
Información acerca de las negociaciones y otros sucesos de la época en el Museo Malvinas e Islas del Atlántico Sur de Buenos Aires.

La Resolución 2065 de la Asamblea General de las Naciones Unidas, aprobada el 16 de diciembre de 1965, reconoció la existencia de una disputa de soberanía entre el Reino Unido y Argentina en torno a las Islas Malvinas. De igual manera, reconoció que el caso de las Malvinas se encuadra en una situación colonial, que debe ser resuelta teniendo en consideración lo expresado en la resolución 1514 (XV), donde se estableció el objetivo de eliminar toda forma de colonialismo.
La resolución invita a las partes a resolver sin demora la disputa de soberanía, teniendo en consideración los intereses de la población de las islas. La referencia a intereses y población en oposición a deseos y pueblo es considerada por Argentina como un reconocimiento de la comunidad internacional a su postura en relación con la aplicación del principio de autodeterminación de los pueblos. Para el gobierno británico, los isleños tienen derecho a la autodeterminación, mientras que para Argentina los habitantes de las islas no constituyen un pueblo; sino que son una población, temporal, trasplantada y que no tiene diferencias culturales con el Reino Unido ni vinculaciones legítimas con el territorio.
Desde 1964, el Reino Unido se había opuesto a negociar sobre la soberanía, sosteniendo el derecho a la autodeterminación, y buscando conversar con Argentina sobre temas «secundarios», tales como transporte, telecomunicaciones, pesca, entre otros.
El 18 de marzo de 1966 una circular informativa de la Secretaría General de las Naciones Unidas comunicó a los miembros de la ONU que a partir de esa fecha, la denominación de las islas en los documentos oficiales del organismo sería «Falkland (Malvinas)» en los documentos en inglés y «Malvinas (Falkland)» para los documentos en español.
La ONU nunca afirmó ni afirmará que el archipiélago de Malvinas pertenezca a Argentina o al Reino Unido, sino que desde la resolución 2065 manifiesta a favor de que se lleven a cabo negociaciones y define taxativamente que se trata de un conflicto entre dos partes y no de tres, excluyendo a la autoridad colonial de las islas.

## Inicio de las negociaciones

### La ruptura delstatus quo
Cuando las autoridades argentinas tomaron conocimiento del establecimiento británico en las islas , en 1833, protestaron de inmediato ante el gobierno británico, primero ante el encargado de negocios en Buenos Aires y luego directamente ante el primer ministro Lord Palmerston. Las protestas fueron ignoradas por el gobierno británico, que se mantuvo en la postura de considerar el tema cerrado. En un memorando encargado por el gobierno británico, Gastón de Bernhardt, funcionario del Ministerio de Relaciones Exteriores británico sostuvo que:

(...) por más de 60 años hemos rehusado discutir con el gobierno argentino, pero del estudio realizado es difícil evitar la conclusión que la actitud de Argentina no era injustificada y que nuestra acción ha sido altanera.

Al momento de la sanción de la Resolución 2065, el gobierno británico había rechazado todas las propuestas argentinas para la resolución pacífica de la controversia, incluyendo la propuesta de someter el caso a un arbitraje.
A la Resolución 2065 le siguieron otras resoluciones favorables al punto de vista argentino, que sumadas a un contexto internacional, donde el mantenimiento de las situaciones coloniales era políticamente inviable, llevaron al gobierno británico a modificar su posición y por primera vez negociar con Argentina una solución pacífica para ponerle fin a la disputa de soberanía.

### Primeros contactos

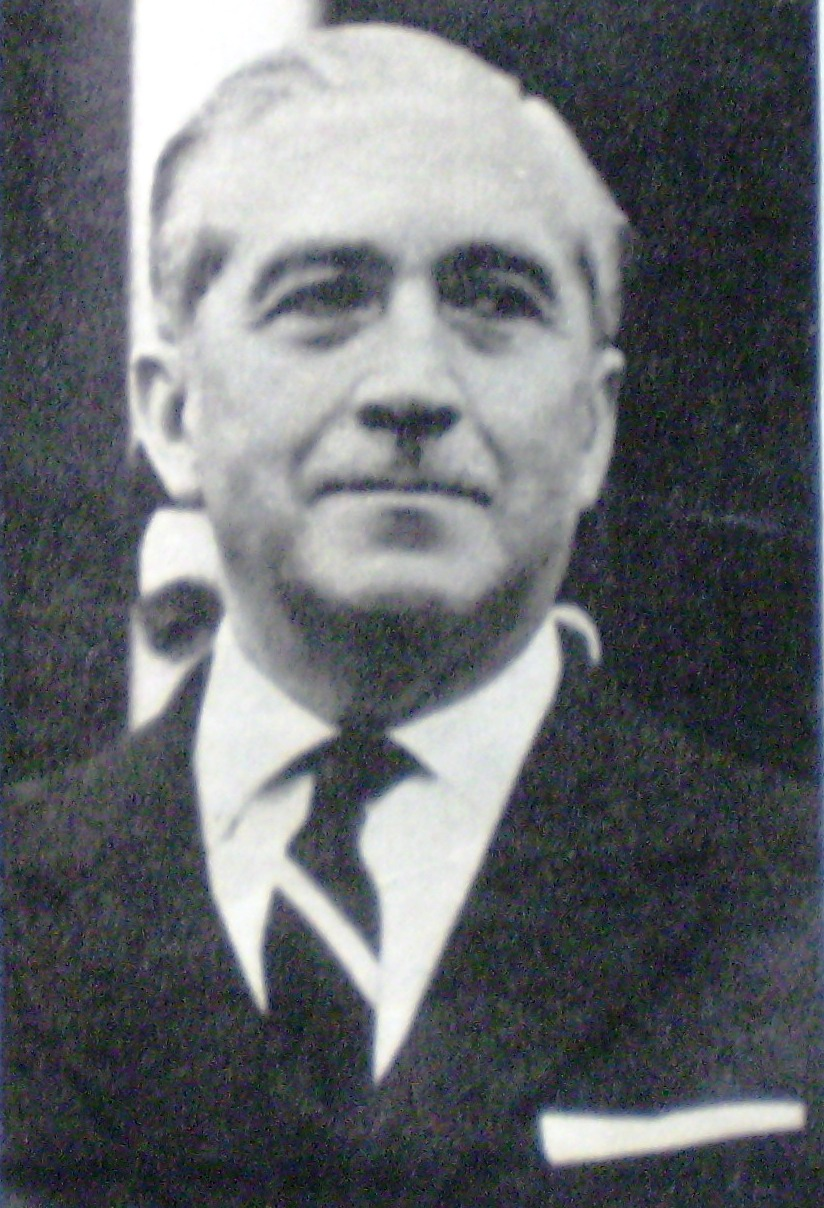
Miguel Zavala Ortiz.

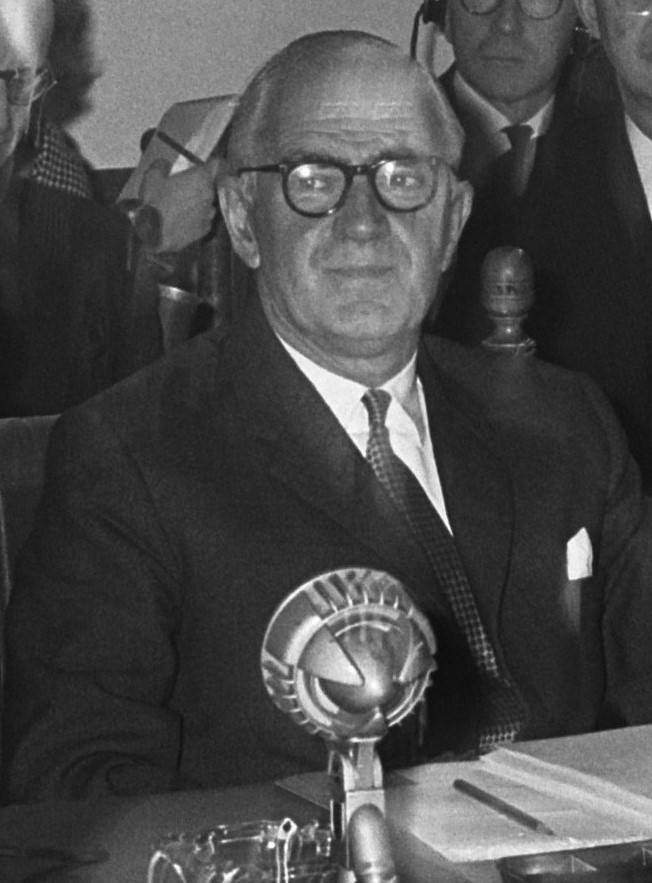
Michel Stewart.

El 20 de septiembre de 1965, la Cancillería de Argentina envió una nota al Gobierno del Reino Unido invitándolo a iniciar negociaciones bilaterales sobre la Cuestión Malvinas. El 4 de noviembre el gobierno británico respondió afirmativamente a la nota argentina, aunque restringió el alcance de las negociaciones al considerar al tema de soberanía fuera de discusión.
El 11 de enero de 1966 llegó a Buenos Aires Michael Stewart, Secretario de Estado de Relaciones Exteriores del Reino Unido, siendo la primera visita de un diplomático de esa categoría a territorio argentino. Durante su estadía de tres días en Buenos Aires se reunió con el canciller argentino Miguel Zavala Ortiz y otros funcionarios argentinos y trataron la cuestión de la disputa de soberanía de las islas Malvinas. Era la primera vez, desde el inicio de las protestas argentinas en 1833, que el gobierno británico dialogaba oficialmente sobre el tema.

Los dos Ministros han coincidido en proseguir sin demora las negociaciones [...] por la vía diplomática o por aquellos otros medios que puedan acordarse a fín de encontrar una solución pacífica al problema e impedir que la cuestión llegue a afectar las excelentes relaciones que vinculan a Argentina y al Reino Unido. Ambos Ministros acordaron transmitir esta decisión al Secretario General de las Naciones Unidas.

El 3 de enero de 1966, al cumplirse el 133.º aniversario de la usurpación británica del archipiélago, Arturo Illia había decretado la fundación del Instituto Nacional de las Islas Malvinas y Adyacencias para tratar a fondo la Cuestión Malvinas y que presidió Ernesto J. Fitte. Al año siguiente, el Instituto fue disuelto por Nicanor Costa Méndez por decreto del 14 de febrero de 1967.
En julio de 1966 se efectuó en Londres la primera rueda de negociaciones bilaterales. Argentina se comprometió ante el Reino Unido a respetar los intereses y el modo de vida de los habitantes de las islas, según el mandato de la Resolución 2065 (XX). Previo a ello, el Subsecretario de Estado para las Américas del Ministerio de Relaciones Exteriores del Reino Unido invitó a un almuerzo al encargado de negocios argentino en el Reino Unido Carlos Ortiz de Rozas. Allí también asistió el experto de la embajada argentina sobre la cuestión Malvinas. Ortiz de Rozas y el resto de los delegados argentinos fueron informados extraoficialmente que el gobierno británico no tenía intereses estratégicos, políticos o económicos que perseguir en las Malvinas. Pero, para transferir el territorio a Argentina, era necesario convencer a los isleños de las ventajas de un acercamiento con Argentina, mediante comunicaciones y entendimientos. El problema que restaba era encontrar cuándo y cómo se haría el traspaso de soberanía.
De manera oficial, durante la rueda de negociaciones, la delegación británica había «rechazado formalmente» la sugerencia del embajador argentino brigadier Eduardo Mc Loughlin de que la ocupación británica del archipiélago era ilegal. Ortiz de Rozas reportó el intercambio de palabras a Buenos Aires, y previno que el proceso sería largo, aunque la metodología le parecía correcta, recomendando a la vez probar la sugerencia británica. La Cancillería argentina evaluó a la primera rueda como «muy positiva».
Entre noviembre y diciembre del mismo año, se llevó a cabo en Londres una segunda rueda, donde el gobierno británico primero propuso establecer comunicaciones y relaciones comerciales ente las islas y el continente, sin modificar la situación colonial de las islas ni afectar el reclamo argentino, y congelando la cuestión de soberanía durante 30 años. Cumplido ese plazo, la población británica de las islas podría optar por la soberanía británica o argentina. El gobierno argentino rechazó la propuesta por considerar inadmisible que se congele la cuestión de la soberanía y que la población de las islas pudiera tener derecho a veto. Luego del rechazo argentino, el gobierno británico propuso mejorar las comunicaciones entre las islas y el continente con vistas a un futuro acuerdo sobre soberanía.
Entre 1966 y 1968, los diplomáticos argentinos y los funcionarios del Departamento de América del Sur del Ministerio de Relaciones Exteriores del Reino Unido, mantuvieron numerosas reuniones formales e informales, todas ellas de carácter confidencial. El objetivo argentino de dichas reuniones fue lograr algún tipo de compromiso británico sobre el tema de la transferencia de la soberanía.

## Primeras alternativas para la solución del conflicto

### El Memorándum de entendimiento
Her Majesty’s Government will recognise Argentine sovereignty over the Islands provided that the guarantees and safeguards for the Islanders offered by the Argentine Government are acceptable to the Islanders.
El Gobierno de Su Majestad reconocerá la soberanía argentina sobre las islas, siempre que las garantías y salvaguardias para los isleños que ofrezca el Gobierno argentino sean aceptables para los isleños.

A lo largo de 1967 se llevó a cabo una serie de conversaciones informales permanentes, permitiendo que haya un ritmo negociador sin limitarse a las ruedas formales. Allí surgieron los primeros proyectos de acuerdo incluyendo los temas de soberanía y comunicaciones. Hacia marzo de ese año, el gobierno británico había suavizado su posición e informó oficialmente a Argentina que si se respetaban los deseos de los isleños, estarían dispuestos a cederles la soberanía de las Malvinas.
El 13 de junio de 1967, el gobierno británico le presentó al gobierno argentino un nuevo borrador que tenía en cuenta las objeciones argentinas a la propuesta del año anterior. La nueva propuesta reducía considerablemente los plazos para la transferencia de soberanía y citaba el artículo 73 de la Carta de las Naciones Unidas:

Los Miembros de las Naciones Unidas que tengan o asuman la responsabilidad de administrar territorios cuyos pueblos no hayan alcanzado todavía la plenitud del gobierno propio, reconocen el principio de que los intereses de los habitantes de esos territorios están por encima de todo, aceptan como un encargo sagrado la obligación de promover en todo lo posible, dentro del sistema de paz y de seguridad internacionales establecido por esta Carta, el bienestar de los habitantes de esos territorios (...)
Artículo 73

Argentina se mostró muy satisfecha con este cambio, porque iba en la misma dirección que la resolución 2065, que demanda tener en cuenta los intereses de la población de las islas. Que exista una población con intereses, implica que no existe un pueblo con deseos o derecho a la autodeterminación.
Aunque el gobierno argentino consideró que la propuesta de junio de 1967 implicaba un avance con respecto a la propuesta anterior, el problema radicaba en que el gobierno británico seguía insistiendo en el derecho a veto de los isleños, algo inaceptable para Argentina. Por ese motivo, en julio de 1967 el gobierno británico modificó el artículo referido al veto de los isleños y lo suavizó indicando que la transferencia de soberanía se llevaría a cabo, no cuando fuera aceptable para los isleños, sino cuando estuvieran satisfechas las salvaguardas y garantías, tendientes a mantener la forma de vida de la población de las islas. El gobierno británico sería el encargado de decidir cuando esos requisitos estaban debidamente satisfechos.
En septiembre de 1967, los Cancilleres de los dos países se reunieron en Nueva York durante el plenario de la Asamblea General de la ONU. Allí se redactó un documento que, a propuesta de la parte británica, tomó la forma de un Memorándum de entendimiento. En febrero de 1968 el Ministerio de Relaciones Exteriores del Reino Unido le mostró al Consejo Ejecutivo de las islas un borrador del tratado que especificaba la apertura de comunicaciones con el continente, de manera progresiva, y la eventual transferencia de soberanía, toda vez que las salvaguardas ofrecidas por Argentina sean consideradas aceptables por el gobierno británico.
El memorándum de entendimiento se firmó en agosto de 1968, en Londres entre el embajador argentino Mc Laughlin y el ministro Lord Chalfont, incluyendo los siguientes artículos:

El objetivo común es solucionar definitivamente y en forma amistosa la disputa sobre la soberanía, teniendo debidamente en cuenta los intereses de la población de las Islas. A fin de crear las condiciones en las que pueda alcanzarse ese objetivo, los dos gobiernos se proponen realizar rápidos progresos con medidas prácticas para promover la libertad de comunicaciones y movimiento entre el territorio continental y las Islas, en ambas direcciones, de un modo tal que estimule el desarrollo de vínculos culturales, económicos y otros.

A tal efecto y en el deseo de contribuir a esa solución, el gobierno de la República Argentina promoverá la libre comunicación y movimiento entre el continente y las Islas y el gobierno del Reino Unido colaborará en la ejecución de esta política. Las discusiones sobre las medidas prácticas a adoptarse tendrán lugar de inmediato en Buenos Aires.

El gobierno del Reino Unido, como parte de esa solución final, reconocerá la soberanía de la República Argentina sobre las Islas a partir de una fecha a ser convenida tan pronto como sea posible después de que (i) los dos gobiernos hayan resuelto la actual divergencia entre ellos respecto del criterio conforme al cual el gobierno del Reino Unido considerará si los intereses de los isleños estarían asegurados por las salvaguardias y garantías a ser ofrecidas por el gobierno argentino y (ii) el gobierno del Reino Unido se halle entonces satisfecho de que aquellos intereses estén asegurados así.

Según varios analistas, el Memorándum de Entendimiento es «el documento que contiene el compromiso más explícito por parte del Reino Unido sobre la eventual transferencia al Estado Argentino de la soberanía que ejercía sobre las islas». El Memorándum fue el único antecedente de negociación para transferir la soberanía.
Contrariamente, el Informe del Lord Franks agregaba que «la publicación del Memorándum debía ser acompañada por una declaración unilateral, en la que se dejaba en claro que el gobierno estaba dispuesto a proceder a un arreglo definitivo con Argentina que comprendiera la transferencia de soberanía, sólo cuando estuvieran satisfechos de que dicha transferencia y las bases sobre la que ella tendría lugar, eran aceptable para la población de las islas».
Por lo tanto, dentro del gobierno británico se continuó sosteniendo la aceptación de los isleños como condición esencial para la transferencia de soberanía. El gobierno tenía un dilema ya que había iniciado las negociaciones sobre la soberanía con Argentina y al mismo tiempo prometía a los isleños que las islas no serían transferidas.
El Memorándum fue transmitido inmediatamente a Buenos Aires desde la embajada argentina en Londres, para luego elevado a aprobación final por parte de los gobiernos de ambos países. El documento no se trató durante dos meses y en el mes de octubre de 1968, durante las reuniones de la Asamblea General Ordinaria de la ONU en Nueva York, los ministros de exteriores de los dos países, Costa Méndez y Stewart, retomaron el asunto, donde concordaron que no existían «discrepancias fundamentales sobre el documento por ninguna de las Partes», por lo tanto procedían a la fima.
El gobierno argentino aprobó el texto a principios de diciembre de 1968, luego de que el embajador Mc Loughlin y el representante argentino ante la ONU, José María Ruda, participaran en una reunión con el presidente Juan Carlos Onganía. Luego, le comunicó al Reino Unido que estaba listo para firmarlo.
Los Secretarios de Estado del gabinete británico también aprobaron el texto negociado. En ese momento, antes de concretar la firma del Memorándum, las negociaciones se filtraron en la prensa británica, repercutiendo en la política interna y generando oposición en el Parlamento. Lord Chalfont se presentó ante el Parlamento donde informó sobre su visita en las islas y donde fue duramente atacado por la oposición conservadora.
El 11 de diciembre, el embajador argentino en Londres se había reunido con el secretario Stewart para acordar la oficialización del documento, pero Stewart le dijo:

Lamentablemente la respuesta llega muy tarde; ya no estamos en condiciones de aceptar el Memorándum, tengo que ir al Parlamento a dar explicaciones sobre esto porque los Conservadores han pedido una explicación.
Secretario Stewart.

Las repercusión de la noticia, las presiones de la oposición y la prensa y el temor de una posible caída del gobierno laborista hicieron que el gabinete del ejecutivo británico abandonase la firma del Memorándum de Entendimiento con Argentina y suspenda todo intento de lograr un acuerdo a la disputa de soberanía el 11 de diciembre de 1968, siendo la primera gran victoria del lobby Falklands.
Ese mismo día el Secretario de Relaciones Exteriores británico Michael Stewart declaró ante la Cámara de los Comunes que:

En sus conversaciones con el gobierno de Argentina, el Gobierno de Su Majestad ha tratado de llegar a un entendimiento con Argentina a fin de garantizar una relación satisfactoria entre las Islas y la región continental más próxima, aunque todavía no es total. Existe una divergencia básica respecto de la insistencia del Gobierno de Su Majestad en que no podrá haber transferencia de soberanía contra los deseos de los habitantes de las Falkland Islands.

Al regresar el Reino Unido a la postura de la autodeterminación de los isleños, el 12 de diciembre el canciller argentino Costa Méndez declaró que el gobierno británico debía «reconocer como solución definitiva la soberanía argentina», agregando que:

1. Tal reconocimiento no debe estar supeditado a la conformidad de los actuales pobladores de las Islas.

2. La República tendrá en cuenta y asegurará los intereses de los habitantes de las Islas por medio de salvaguardias y garantías que se acuerden. El gobierno argentino conforme a los principios tradicionales ha informado su política en esta materia, acogerá esos pobladores con la más generosa disposición.

3. La concertación del acuerdo integral tendrá, por lógica consecuencia, el desarrollo de libres comunicaciones entre las Islas y el resto del territorio nacional argentino y la creación de vínculos definitivos con ellos.

### La «campaña por los corazones y las mentes»
Las autoridades británicas comprendían que no podían avanzar en una solución que incluya transferencia de soberanía a Argentina, si la población de las islas, con una fuerte identidad británica, se mostraba contraria a esa opción. Por este motivo las autoridades del Ministerio de Relaciones Exteriores del Reino Unido mantuvieron una serie de conversaciones secretas con sus contrapartes argentinas para coordinar medidas tendientes a lograr un acercamiento social, cultural y económico entre las islas y el continente.
En noviembre de 1968, Lord Chalfont viajó a las islas para llevarles propuestas a los habitantes e intentar convencerlos de aceptar la política perseguida por el gobierno británico. Recibió numerosas protestas pidiendo mantener el status quo. Hacia 1969, algunas viviendas y edificaciones lucían en sus puertas y ventanas carteles con la leyenda «Keep the Falklands British» («mantengan las Malvinas británicas») y «God save the Queen» («Dios salve a la Reina»). También en las calles de la capital isleña había pintadas con la leyenda «Viva Argentina» y «We want to stay British» («queremos permanecer británicos»). Lord Chalfont, debido a las protestas, declaró ante unos 500 isleños que:

Ustedes se muestran reacios a comprender que las cosas están cambiando en el mundo exterior. El Reino Unido ya no es una gran potencia imperialista del siglo XIX [...] Se trata de vuestro futuro. Yo no les estoy dando ninguna seguridad, pero cuando ustedes dicen «Mantengan a las Falkland británicas», asegúrense de saber que esto significa algo diferente a lo que significaba en 1900...

Lord Chalfont luego se reunió de forma secreta con los seis miembros del Consejo Ejecutivo de las Islas, donde el Lord les advirtió que «Gran Bretaña ya no podría mantener en las islas fuerzas navales suficientes para brindar protección, que ya no podría contribuir financieramente por la declinación del precio de la lana en el mundo, que había que tener en cuenta los intereses de la gran comunidad británica en Argentina y que los isleños lo pasarían mejor dependiendo de Argentina». Al día siguiente de este encuentro, se reunió en la asociación de criadores de ovejas donde dijo las negociaciones «eran sólo una fase de un proceso, y que la "postura de acuerdo" tantas veces mencionada no constituía un tratado. Aunque se la hiciera pública, de ninguna manera alteraría la soberanía de las islas en contra de los intereses de sus habitantes. Pero las negociaciones debían continuar, porque si se interrumpían Argentina podría reclamar las Islas de algún otro modo». Con sus dichos, Lord Chalfornt buscó crear incertidumbre en las islas y que se complicara la vida a los isleños.
A partir de 1969 y en adelante la condición básica del Reino Unido para efectuar la cesión de las islas a Argentina pasó a ser la de los deseos de los isleños. Este vuelco en la postura británica fue producto de la acción del lobby de los isleños que, desde febrero de 1968 mediante una campaña, activaron la oposición a las negociaciones en el Parlamento y en la opinión pública británica.
A fines de marzo del mismo año se llevaron a cabo los debates parlamentarios para aclarar el tema de las negociaciones. En el interrogatorio Lord Chalfont, ministro de estado del Ministerio de Relaciones Exteriores y de la Mancomunidad de Naciones, representó al ejecutivo británico. Durante el debate, el ministro admitió que si se deseaban mantener buenas relaciones con a Argentina, los británicos deberían estar dispuestos a admitir que al igual que ellos estaban convencidos de la legalidad de su soberanía, los argentinos también estaban convencidos de su reivindicación.
Lord Chalfont también admitió que las negociaciones eran «delicadas» y por lo tanto confidenciales, pero que el gobierno británico quería que continuaran. A su vez, descartó la posibilidad de otorgar la independencia a las Malvinas debido su escasa población, su situación geográfica y sus escasos recursos. Declaró ante el Parlamento que las intenciones del Gobierno eran lograr un arreglo satisfactorio entre los isleños y Argentina en una política a largo plazo, bajo los intereses de los isleños. En virtud de las potestades constitucionales, el gobierno británico se reservaba la decisión.
El informe del parlamentario Lord Franks especificó que durante el debate en el Parlamento, el Secretario Stewart y otros ministros del Ministerio de Relaciones Exteriores del Reino Unido «aclararon en varias ocasiones que no habría cesión de soberanía en contra de los deseos de los isleños». Los debates parlamentarios no lograron un consenso sobre un acuerdo con Argentina.
Pese a la oposición parlamentaria y la gran presión en contra de las negociaciones con Argentina, el gobierno británico adoptó en el Memorándum de Entendimiento la formulación de «intereses» de la población, mencionada por Argentina y las Naciones Unidas, transformándolas en el equivalente potencial de «deseos» que significaba «un cúmulo de beneficios tan convincentes» que los isleños lo aceptarían. El Secretario Stewart fue quien favoreció la fórmula que contemplaba los «intereses» y no los «deseos», esperando que los isleños pudieran convivir de mejor forma con el resto de los argentinos y que se desarrollara una relación más estable entre las islas y el continente que facilitara las comunicaciones y que beneficiaría la posición británica en América Latina y en las Naciones Unidas.
Lord Chalfont también visitó Buenos Aires, luego de estar en las islas, y no encontró predisposición para que hubiera una posición más flexible. A su regreso a Londres, informó al secretario Stewart de sus actividades y opinó que, si la soberanía no era seriamente negociada y transferida en el largo plazo, «es probable que terminemos en un conflicto armado con Argentina».

### Emigración isleña
Debido a las negociaciones, la población británica de las islas sentía que su «prosperidad» se detenía y que estaban quedando poco a poco «bajo el poder» de Argentina. Debido a esto, a finales de los años 1960 la tasa de natalidad bajó y aumentó la emigración hacia las islas británicas y Nueva Zelanda. Al mismo tiempo que esto ocurría, a principios de 1968 el Reino Unido modificó la Ley de Inmigrantes del Commonwealth de 1962 debido a la presión inmigratoria producida por el proceso de descolonización. La nueva ley disponía que no podía emigrar a territorio británico quien no fuera oriundo de allí, o que no tuviera padre, madre o por lo menos un abuelo nacido en el Reino Unido. Hacia 1970 sólo la mitad de los isleños de Malvinas cumplían con los requisitos de la misma. Solo 140 habitantes tenían pasaporte que les permitiría emigrar y 862 estaban sujetos a la aplicación de la nueva ley de inmigración.
En 1981, en el Parlamento británico se presentó un proyecto para una nueva Ley de Nacionalidad Británica patrocinada por el Home Office. Su objeto era clarificar el estatus de los ciudadanos coloniales británicos y por razones raciales evitar su inmigración al Reino Unido. Los principales destinatarios eran los habitantes chinos de Hong Kong. Sólo se admitiría con ciudadanía plena a aquellos que tuvieran al menos a un abuelo nacido en las islas británicas. El problema del proyecto fue que no protegió a los pobladores blancos de tercera o cuarta generación nacidos en colonias como Gibraltar y las Malvinas. Hubo muchas protestas a favor de esos habitantes. Finalmente la ley se reformó pero solo se incluyó con ciudadanía plena a los habitantes de Gibraltar. El resultado en las Malvinas fue que aproximadamente 800 isleños (de los 1.700 habitantes de las islas) no calificaban como británicos según la nueva ley.

## El acuerdo de comunicaciones
En un intento por reactivar las negociaciones, estancadas en 1969 tras el rechazo del lobby isleño y los parlamentarios británicos a las propuestas de Lord Chalfont, Argentina propuso el 21 de noviembre de 1969 fortalecer los vínculos entre el continente y las islas, mediante el establecimiento de enlaces aéreos y marítimos. Estas negociaciones serían efectuadas entre el 1 de abril de 1970 y 1971 en el marco del «paraguas de soberanía» donde ambas partes, mediante un intercambio de notas reversales, preservaron sus posiciones en materia de soberanía.

a) Si bien subsiste divergencia entre los dos Gobiernos en cuanto a las circunstancias que deberían existir para una solución definitiva de la disputa acerca de la soberanía sobre las Islas Malvinas, nada de lo contenido en la Declaración Conjunta antes citada, y aprobada por nuestros dos Gobiernos en el día de la fecha, podrá ser interpretada como:
i) Una renuncia por cualquiera de los dos Gobiernos a derecho alguno de soberanía territorial sobre las Islas Malvinas;
ii) Un reconocimiento o apoyo de la posición del otro Gobierno acerca de la soberanía territorial sobre las Islas Malvinas.

b) Ningún acto o actividad que se lleve a cabo como consecuencia de haber sido puesta en ejecución la Declaración Conjunta antes mencionada y mientras ella esté en ejecución podrá constituir fundamento para afirmar, apoyar o denegar, la posición de cualquiera de los dos Gobiernos acerca de la soberanía territorial sobre las islas Malvinas.
Notas intercambiadas por el Canciller argentino, Luis María de Pablo Pardo, y el Encargado de Negocios británico, Theophilus Peters, 5 de agosto de 1971.

En julio de 1970, el Ministerio de Relaciones Exteriores del Reino Unido recibió varias propuestas argentinas para establecer las comunicaciones entre las islas y el continente a las que no respondió. En 1971 se reiniciaron las conversaciones bilaterales en Buenos Aires.
El Consejo Ejecutivo de las islas aceptó la propuesta de «paraguas de soberanía» y formó parte de la delegación británica en la ronda de encuentros en Buenos Aires, llevada a cabo entre el 21 y el 30 de junio de 1971. Por primera vez, delegados del Consejo Ejecutivo y el Gobierno Argentino estuvieron en la misma mesa de negociaciones. Argentina, empero, mantuvo su postura histórica: este es un conflicto bilateral entre Argentina y el Reino Unido y, por lo tanto, solo hay dos partes en conflicto. Fue explícitamente establecido que los delegados del Consejo Ejecutivo no constituían una tercera parte ni implicaban reconocimiento alguno por parte del gobierno Argentino de la existencia de «un pueblo con derecho a veto».
Entre la delegación malvinense se encontraba el gerente de la Falkland Islands Company, Alistair Sloggie. Mientras que por parte de Argentina participaron alternativamente los diplomáticos Juan Carlos Beltramino, Enrique Ros, Guillermo Louge y, el asesor de la Cancillería, coronel Luis González Balcarce.
En diciembre de 1970, la Falkland Islands Company anunció que suspendería el servicio de transporte marítimo que una vez al mes conectaba las islas con Montevideo, en Uruguay. Esta situación contribuyó al desaliento de los isleños que soñaban con la autosuficiencia sin depender de Argentina. Los temores en Malvinas eran que cualquier acuerdo de comunicaciones era el preludio ineludible de la transferencia de soberanía a Argentina. Los funcionarios del Foreing Office trabajaron intensamente para convencer a los isleños de la utilidad del acuerdo y les aseguraron que la transferencia de soberanía no era una exigencia del acuerdo.
La «Declaración Conjunta referente a comunicaciones entre las Islas Malvinas y el territorio continental argentino» fue firmada el 1 de julio de 1971, aprobada el 5 de agosto de 1971 y publicada en el Boletín Oficial de la República Argentina el 20 de marzo de 1972, mediante la ley número 19.529, creada para revestir de mayor solemnidad a los acuerdos. Dicha ley aprobó la Declaración Conjunta y las notas reversales de soberanía que ambos países se habían intercambiado.
La "Declaración Conjunta" fue precedida por un "Intercambio de Notas" donde ambas partes protegían sus reclamos de soberanía. Ambos documentos fueron remitidos al Secretario General de Naciones Unidas, en cumplimiento de la Resolución 2065. La Declaración comprendió un conjunto de medidas prácticas que facilitaron el movimiento de personas y bienes entre el continente y las islas en ambas direcciones, promoviendo el establecimiento de vínculos culturales, sociales y económicos entre los isleños y el resto de los argentinos. Para la puesta en práctica de las medidas acordadas se mantuvieron consultas regulares en el marco de una Comisión Consultiva Especial constituida en Buenos Aires. El tono de las conversaciones fue calificado como «cordial». Las medidas más importantes del acuerdo fueron:

1. La creación de una Comisión Consultiva Especial constituida por representantes del Ministerio de Relaciones Exteriores y Culto y de la Embajada Británica en Buenos Aires a fin de tratar todas las cuestiones relativas al establecimiento y promoción de las comunicaciones.

2. El Gobierno argentino otorgaría un documento a los residentes de las Islas Malvinas, sin referencia a la nacionalidad, que desearan viajar al territorio continental argentino, y que permitiría el libre desplazamiento en él.
3. Los residentes de las Islas serían declarados por el gobierno argentino exentos del pago de derechos e impuestos y de cualquier otra obligación como resultado de actividades en las Islas. Asimismo, el gobierno británico no demandaría el pago de impuestos a los residentes provenientes del territorio continental argentino que presten servicios en las Islas.
4. Se adoptarían medidas para que el equipaje normal de los residentes malvinenses que viajasen entre las Islas y el territorio continental estuviera libre de todo pago de derechos e impuestos.
5. Que el gobierno argentino adoptaría medidas para que todo residente en las Islas que estableciera su domicilio en el territorio continental pudiera ingresar, por una sola vez, libre de derechos e impuestos, todos sus efectos personales del hogar y un automóvil. Facilitarían el tránsito de personas vinculadas al establecimiento y promoción de las comunicaciones.
6. El gobierno británico tomaría medidas para el establecimiento de un servicio marítimo regular de pasajeros, carga y correspondencia.
7. El Gobierno argentino tomaría medidas para el establecimiento de un servicio aéreo regular de frecuencia semanal de pasajeros, carga y correspondencia. Hasta tanto se construyera el aeródromo de Puerto Stanley, el gobierno argentino proveería un servicio aéreo temporario con aviones anfibios entre el territorio y las Islas.
8. Se proponían, asimismo, medidas para agilizar las comunicaciones postales, telegráficas y telefónicas; se establecía que las tarifas telefónicas, telegráficas y postales serían iguales a las internas del lugar de origen de las comunicaciones. Las estampillas de correo serían canceladas con un sello que se refiera a la Declaración Conjunta del 1 de julio de 1971.

9. El gobierno argentino manifestó que estaría dispuesto a cooperar en los campos de la salud, educación, agricultura y técnica en respuesta a requerimientos que pudieran formulársele.

La estrategia del gobierno argentino en el acuerdo de comunicaciones fue la de acercar y vincular en forma progresiva las islas al territorio continental:

...el propósito de estos acuerdos [era] influir en la opinión pública de los isleños -anímicamente aislados de Argentina- y ahondar su interés por la cultura, política y economía de nuestro país. Estos acuerdos de comunicaciones, permitirían vincular a los isleños con Argentina, generando una corriente de confianza y contactos imprescindibles para consolidar cualquier negociación política.

La estrategia del gobierno británico era la de crear cooperación política a partir de éxitos en áreas funcionales que luego por efecto se trasladaría a otros temas, como el de la soberanía. A pesar de que dicho tema no estaba en la agenda, la lectura que Argentina hizo fue que el pedido de provisión de servicios podía considerarse como una licencia para ganarse a los malvinenses y avanzar en la transferencia de soberanía. El acuerdo fue considerado como «favorable» por numerosos británicos y no se registraron protestas o presiones del lobby isleño.
En 1972 se sumaron dos acuerdos más. El 2 de mayo, el embajador británico en Buenos Aires y el canciller argentino suscribieron un «Acuerdo sobre la Construcción y Operación de un Aeródromo Provisorio en las Islas Malvinas» por parte del gobierno argentino:

1.El aeródromo provisorio estará situado en Hooker's Point. La ubicación específica del aeródromo y cualquier derecho subsidiario con respecto al terreno adyacente que pudiera ser necesario durante el período de construcción y operación del aeródromo provisorio, serán tal como se convenga entre los representantes de nuestros respectivos Gobiernos en la Comisión Consultiva Especial.

2. La pista será de aproximadamente ochocientos metros de largo por treinta metros de ancho.
3. El Gobierno Argentino adoptará las medidas necesarias para construir el aeródromo y suministrar los materiales y equipos requeridos para su construcción, operación y mantenimiento. Empleará principalmente personal procedente del territorio continental argentino, pero con la participación de personal local. La composición del grupo para la construcción será tal como lo convenga la Comisión Consultiva Especial. El grupo de construcción podrá obtener y utilizar sin cargo, el material de construcción necesario, de los terrenos próximos al aeródromo según lo acuerde la Comisión Consultiva Especial.
4. El Gobierno de Reino Unido proveerá un edificio para habitación del personal procedente del territorio continental argentino para la construcción del aeródromo. Para dicho edificio y para la construcción, operación y mantenimiento del aeródromo, el Gobierno del Reino Unido proveerá agua, como también electricidad, tan pronto se logre una capacidad de producción suficiente.

5. El aeródromo será administrado y mantenido por personal del territorio continental argentino, con la participación de personal local. La composición del grupo para la administración y mantenimiento será tal como la convenga la Comisión Consultiva Especial.

El 24 de octubre del mismo año se firmó un acuerdo complementario del anterior donde se acordó la apertura de una agencia de Líneas Aéreas del Estado (LADE) en Puerto Argentino/Stanley y la iniciación del servicio aéreo regular entre las islas y el continente. Del acuerdo se destacan los siguientes párrafos:

1. Líneas Aéreas del Estado (LADE), Empresa Argentina a cuyo cargo se hallará el servicio regular así como el temporario, a los que se refieren los numerales (8) y (9) de la Declaración Conjunta, abrirá una agencia comercial y operativa en Puerto Stanley y designará su titular, así como al personal auxiliar necesario que desee emplear en las Islas Malvinas. El personal auxiliar estará compuesto en la forma en que acuerde la Comisión Consultiva Especial.

3. Las tripulaciones y los aviones con que se realicen los servicios referidos en el numeral (2) de este Acuerdo, llevará la misma documentación de vuelo que es de rigor para las tripulaciones y los aviones que realizan vuelos internos sobre el territorio continental argentino y sus operadores estarán exentos del pago de derechos de aterrizaje, gravámenes u otras cargas [...]

### Resultados

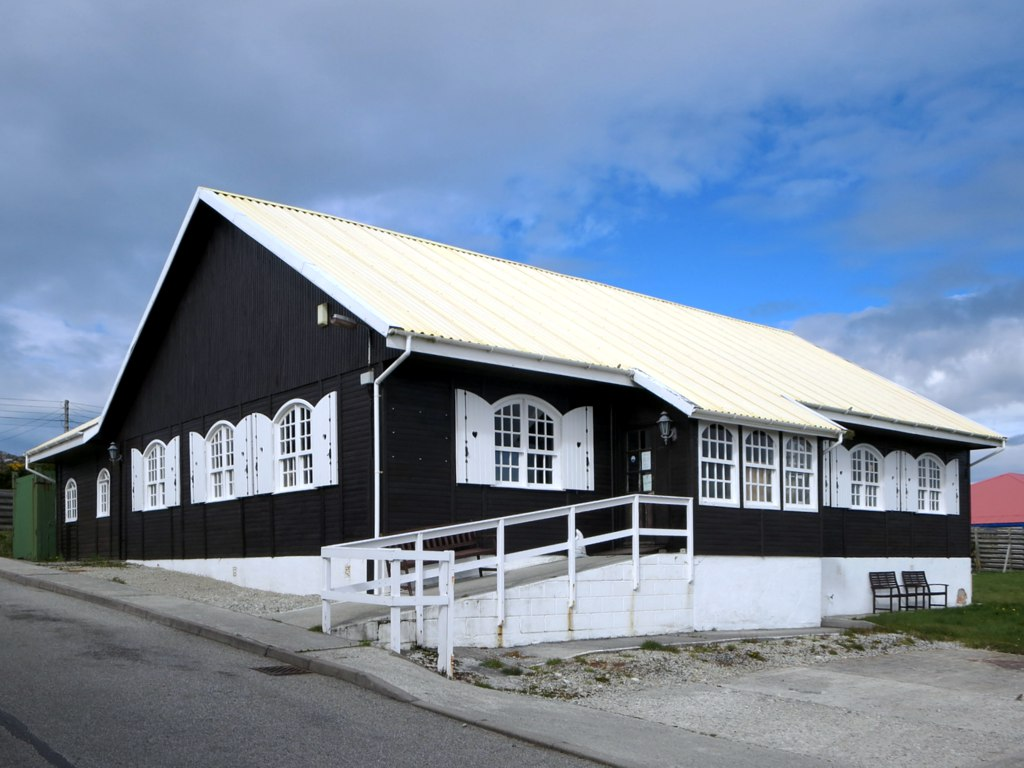
La «casa Britannia» («Britannia house») fue construida en 1981 por el Estado argentino, sirviendo como residencia del comodoro de la Fuerza Aérea Argentina que representaba a LADE. Desde 1989 hasta 2014 fue la sede del Museo de las islas Malvinas.

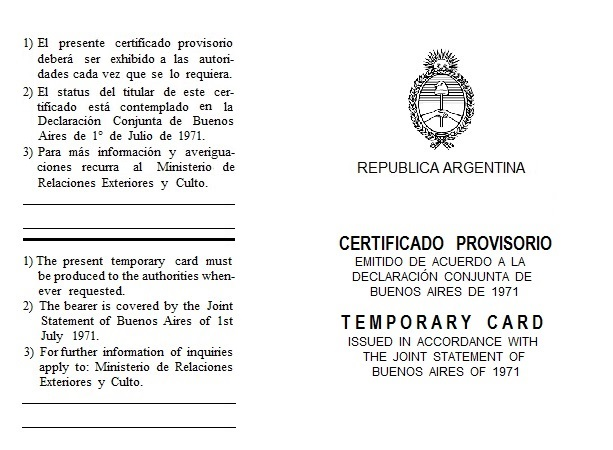
Reverso del certificado provisorio según el convenio de comunicaciones de 1971 entre Argentina y Reino Unido para viajar desde/hacia las islas.

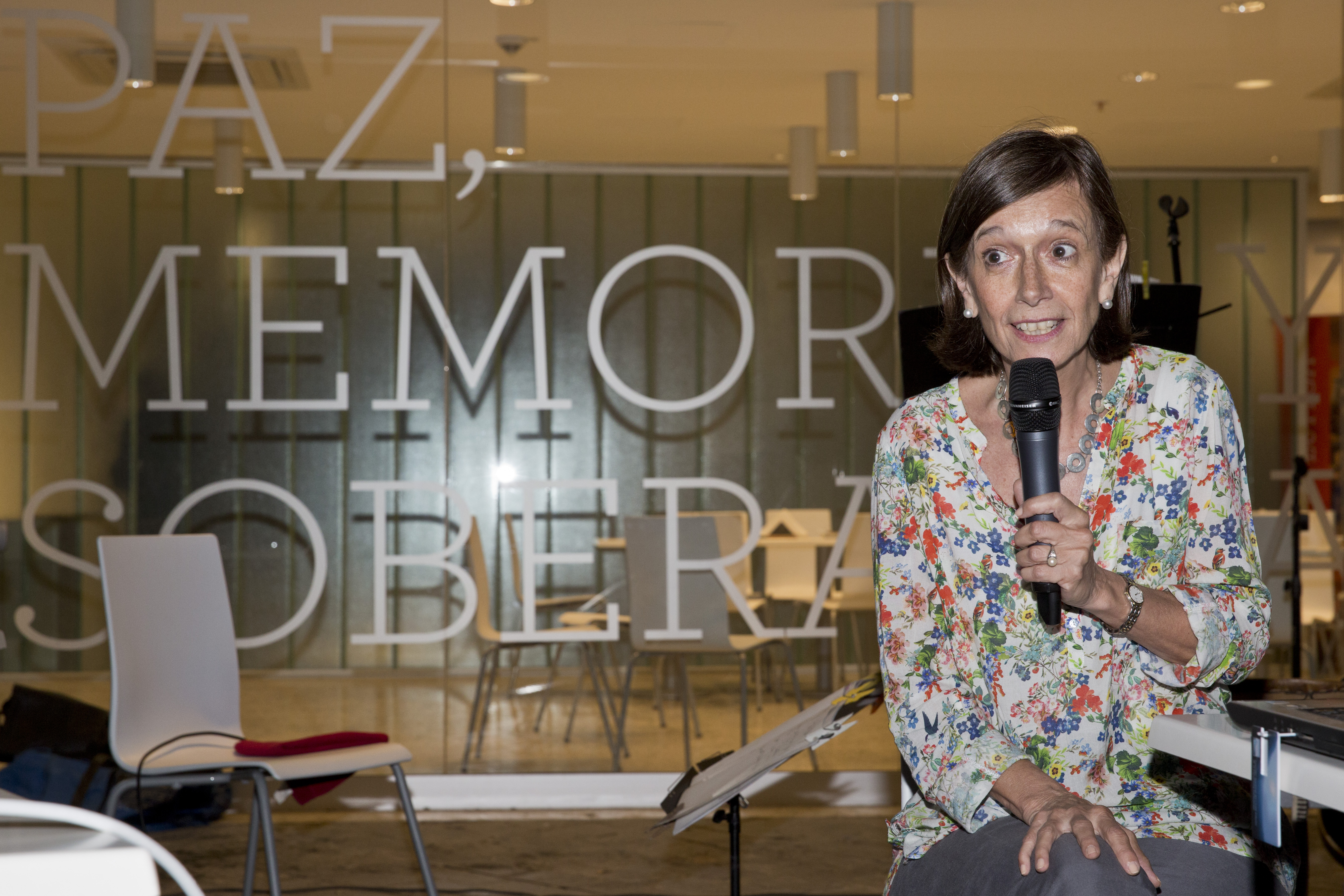
María Fernanda Cañás fue, junto con su hermana, la primera maestra de idioma español en las islas entre 1974 y 1975.

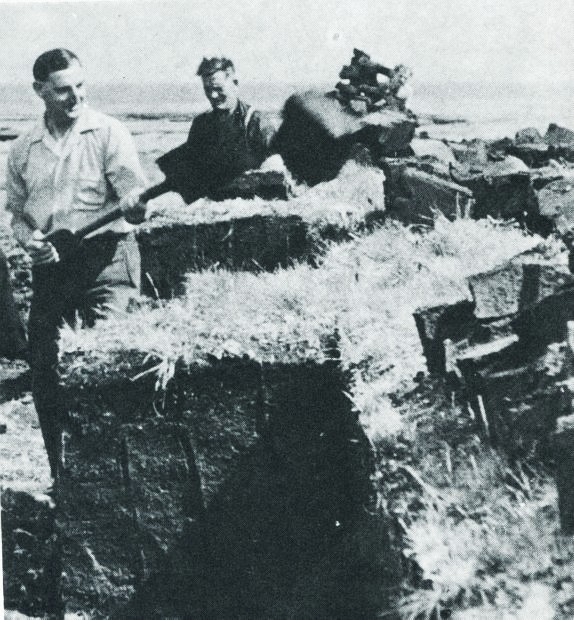
Grupo de malvinenses paleando turba hacia los años 1950. La turba era la única forma de combustible utilizada hasta la llegada de YPF y Gas del Estado.

A raíz de ese convenio fueron establecidas comunicaciones permanentes entre las Malvinas y el territorio continental argentino. Los pasaportes de cada país fueron sustituidos por un documento que emitían por igual las autoridades argentinas y británicas, llamado coloquialmente como «tarjeta blanca» y en inglés «white card» y oficialmente «Certificado Provisorio». Para la Cancillería argentina valía como un pasaporte que no debía sellado por las autoridades británicas de las islas.
Líneas Aéreas del Estado operó un servicio de dos vuelos semanales desde Comodoro Rivadavia, que comenzó con hidroaviones hasta que la Fuerza Aérea construyó el aeropuerto de Puerto Argentino/Stanley con una pista provisoria inaugurada el 15 de noviembre de 1972. El primer vuelo argentino había ocurrido en febrero de 1971 y se trató de un vuelo sanitario. Los vuelos comerciales comenzaron el 3 de julio, inmediatamente después de la firma de la Declaración Conjunta. Argentina financió la construcción del aeropuerto, llevada a cabo por la Fuerza Aérea. Los vuelos tuvieron con aeronaves Fokker F-28. Este servicio se mantuvo hasta el año 1982 y representó la única conexión aérea de las islas. Al principio, estos vuelos aterrizaron en una pista de aterrizaje temporal en Punta Hookers en el extremo este de la capital isleña, donde la pista estaba construida de encofrado perforado de aluminio y tenía un poco más de 700 metros de longitud. Esta situación se mantuvo hasta mayo de 1978, cuando una tormenta destrozó grandes áreas de la pista, quedando inutilizable.
A raíz de la inauguración del aeropuerto de Puerto Stanley en noviembre de 1972, se llevaron a cabo en las islas una nueva ronda de conversaciones especiales sobre comunicaciones, donde se trataron temas como el otorgamiento de becas a los isleños para estudiar en el territorio continental, el envío de maestras de español a las islas, el establecimiento de comunicaciones postales, telegráficas y telefónicas, turismo, visitas auspiciadas y el intercambio cultural, incremento del intercambio comercial y el sistema bancario, entre otros.
YPF se radicó en las islas construyendo una planta (llamada Antares) y abasteciendo combustible líquido, mientras que Gas del Estado suministró gas natural; por primera vez los habitantes tenían una alternativa para la turba. Al mismo tiempo los isleños utilizaban sus barcos para trasladarse al continente. A las tiendas y supermercados llegaban productos argentinos, principalmente productos frescos.
Se proporcionó asistencia médica a los isleños en el Hospital Británico de Buenos Aires y niños malvinenses pudieron estudiar becados en colegios de habla inglesa en Argentina.
Desde 1975 se designaron dos maestras para la enseñanza del idioma español en las escuelas malvinenses. Las dos maestras daban clases a los alumnos de primaria y secundaria de la escuela de la capital, que tenían el español como materia obligatoria. También daban clases optativas a adultos en dos niveles (principiantes y avanzados) y, dos veces por semana, clases por la radio local para los habitantes de áreas rurales. Las clases eran de español argentino y los materiales de estudio y ejercicios se enviaban a los establecimientos más lejanos por hidroaviones. Las clases de español por radio duraban entre 30 y 45 minutos y se dedicaban a la práctica oral del idioma. Las maestras realizaban diálogos con momentos de silencio para que los oyentes pudieran responder o practicar. También se pasaba música argentina. Al principio para los isleños el castellano era algo ajeno, pero de a poco hubo mucho interés. Incluso había grupos que desconfiaban de ellas por ser argentinas y demostraban rechazos sutiles. Igualmente, con la mayoría de los isleños hubo buenas relaciones. La esposa del gobernador colonial británico también recibía clases particulares de las maestras argentinas. Ellas también se encargaron de enseñar la cultura argentina en la escuela.
Gracias al acuerdo de comunicaciones, una pequeña comunidad de argentinos continentales vivía en las islas, manteniendo un sentido de cooperación y coexistencia con los malvinenses. Los isleños podían hacer negocios, tener comercio y viajar a Buenos Aires regularmente sin dificultades.
Argentina hizo un gran esfuerzo para facilitar las comunicaciones con las islas, que fue reconocido por el Reino Unido y aprovechado por los isleños para mejorar su situación de aislamiento. El gobierno argentino dejó de lado momentáneamente su objetivo de recuperar la soberanía. El gobierno británico no tenía ningún apuro en retomar las negociaciones para incluir la cuestión de la soberanía. Los promotores del acuerdo, en especial los funcionarios británicos esperaban que las comunicaciones entre las islas y el continente permitirían construir vínculos de confianza entre los isleños y los argentinos, con el paso del tiempo. Y el paso del tiempo sin negociar la cuestión de la soberanía era inaceptable para muchos sectores dentro de Argentina. Mientras se terminaba el aeropuerto de Puerto Stanley, una nueva ronda de conversaciones se desarrolló en 1973, para mejorar aún más las comunicaciones y facilitar el comercio de cargas generales. Allí Argentina intentó incluir la cuestión de la soberanía, primero a fines de 1972 y a lo largo de todos los encuentros de 1973, siendo evadido por el gobierno británico.

### Ronda de Londres
En abril de 1973 se desarrolló la ronda de negociaciones en Londres. Nuevamente surgió la cuestión de la presencia de los isleños en la mesa de negociaciones. El gobierno británico lo consideraba imprescindible, mientras que el gobierno argentino mantenía su postura contraria a aceptar que los isleños pudieran tener capacidad de decisión en la cuestión de soberanía. La negociación estuvo cerca de fracasar antes de comenzar. Finalmente se acordó que conversar sobre los caminos posibles para resolver la disputa.
La delegación argentina presentó nueve salvaguardas para los isleños:
- Ejercicio pleno de derechos civiles.
- Régimen opcional de ciudadanía.
- Exención del servicio militar obligatorio.
- Uso del idioma inglés.
- Respeto a la propiedad privada.
- Compra a precios justos de propiedades que los isleños deseen vender.
- Respeto de derechos adquiridos.
- Régimen impositivo favorable.
- Mantenimiento de las comunicaciones por aire y mar.

Las negociaciones se volvieron a estancar cuando los isleños rechazaron en octubre de 1973 las salvaguardas ofrecidas por Argentina. Los funcionarios del gobierno británico sentían que estaban acorralados entre la intransigencia de los isleños y la impaciencia de Argentina, que veía como la negociación sobre la soberanía se dilataba en el tiempo. Debían encontrar propuestas aceptables para Argentina y para los isleños. Tanto el gobernador colonial de Malvinas como el embajador británico en Argentina estaban preocupados porque la falta de avances en las negociaciones podría conducir a una situación peligrosa, con acciones bélicas incluidas. El 14 de diciembre de 1973 Argentina logró la aprobación de la Resolución 3160 de la Asamblea General de las Naciones Unidas, donde la comunidad internacional manifestó su «grave preocupación» por la falta de avances en la solución de la cuestión de las islas Malvinas, y agradeció los esfuerzos realizados por el gobierno argentino, para facilitar el proceso de descolonización y promover el bienestar de la población de las islas.
A pesar de la negativa británica de dialogar por la soberanía, las negociaciones por las comunicaciones prosiguieron. Los avances diplomáticos argentinos fueron contestados por las autoridades coloniales de las islas y el 4 de enero de 1974, el Consejo Legislativo de Malvinas, aprobó una moción donde declaró:

Que esta Cámara se opone enérgicamente a toda negociación o conversaciones celebradas con el Gobierno argentino sin el previo y completo conocimiento del pueblo de las islas Malvinas, que involucren la transmisión de la soberanía de esta colonia contra los deseos de sus habitantes.

En septiembre de 1974 se realizaron nuevos acuerdos sobre el abastecimiento de gas y combustible petrolero y un tratado sobre comunicaciones, donde se abolieron los pasaportes, se construyó la pista aérea temporaria y se inició la prestación de servicios educativos en idioma español.

## Condominio
El éxito obtenido por Argentina para ganar la confianza y simpatía de los isleños, en especial de los más jóvenes, llevó al gobierno británico a evaluar en junio de 1974, la posibilidad de establecer un condominio anglo-argentino como paso previo a una solución final a la disputa de soberanía. El condominio abarcaría solo el archipiélago de Malvinas; las dependencias (Georgias del Sur, Sándwich del Sur e islas Orcadas del Sur) serían excluidas.
Esta propuesta establecía que:
- Las banderas de ambas naciones flamearían en las islas.
- Los idiomas oficiales serían el inglés y el español.
- Los habitantes de las islas tendrían doble nacionalidad.
- Los pasaportes de la colonia serían reemplazados por documentos de viajes, emitidos por los condóminos.
- La Constitución, administración y el sistema legal de la colonia tendría que ser adaptada a las necesidades de un condominio. Los cambios constitucionales requerirían el acuerdo de los condóminos.
- Los gobernadores argentinos y británicos se alternarían en el cargo y podrán ser designados alternativamente por los condóminos: la Reina del Reino Unido (en el caso del gobernador británico) y el Presidente de Argentina (en el caso del gobernador argentino).

Esta idea fue recibida en un principio con interés por el gobierno argentino, que seguidamente presentó una propuesta de administración conjunta, la cual tomaba los principales elementos de la formulación británica y la completaba con otros que no habían sido contemplados en aquella:
- Las banderas de ambos países flamearían conjuntamente en edificios y actos públicos.
- Las monedas argentinas, británica y local tendrían curso legal en las islas con el tipo de cambios que se fije de común acuerdo.
- Los pasaportes y demás documentos actualmente en uso para los habitantes de las islas serían reemplazados por otro único que los administradores conjuntos determinarían.
- Todos los documentos oficiales estarán redactados en los idiomas oficiales: el español y el inglés.
- Se adaptarán a la administración conjunta las normas legales del territorio continental argentino, británicas y vigentes en las islas.
- Los habitantes de las islas gozarán los beneficios de la doble nacionalidad argentina y británica para todos sus efectos.
- Alternativamente cada uno de los administradores conjuntos, designaría por el término de dos años al gobernador de las islas. El primer legislador, bajo el régimen de administración conjunta, será designado por el presidente de Argentina; el otro administrador conjunto designará al secretario de la Gobernación, o si se produjera una modificación en la organización administrativa del gobierno de las islas al funcionario con tareas ejecutivas, que siga en jerarquía al gobernador.
- El propósito fundamental de la administración conjunta sería facilitar la gradual integración de la posición de las islas a la vida política, económica, social e institucional de Argentina.

Pese al cambio de actitud de los isleños hacia Argentina, el gobierno británico consideraba que aún no estaban preparados para aceptar una propuesta de transferencia de soberanía de las islas a Argentina. El condominio tenía dos problemas: para los isleños podía significar ir demasiado lejos y otorgarle mucho control a Argentina. Por el otro lado, para los argentinos, compartir soberanía con el Reino Unido implicaba ceder posiciones y aceptar, por primera vez, que el Reino Unido tenía algún derecho sobre las islas.
La idea del condominio perdió fuerza, momentáneamente, por las debilidades de ambos gobiernos. Argentina estaba en una etapa de inestabilidad política que provocaba cierto temor en los funcionarios británicos. La situación en Londres también era delicada. El gobierno laborista era muy débil en el parlamento y el país atravesaba una crisis económica con huelgas constantes. El Secretario de Exterior James Callaghan, era muy consciente del peligro que representaban las crisis en las colonias y como afectaban la estabilidad política del gobierno.
Simultáneamente el gobierno argentino continuó manteniendo sus compromisos derivados de los acuerdos sobre comunicaciones. En septiembre de 1974 se concluyeron dos acuerdos por notas reversales que se discutían, uno sobre abastecimiento y comercialización de productos de YPF en las Malvinas, y otro sobre medidas para facilitar el comercio y el transporte de mercaderías entre las islas y el continente.

### Reviviendo el condominio
El retorno al poder de Juan Domingo Perón en Argentina con la consiguiente insistencia en el avance de las negociaciones, reflotó la idea de un condominio. El gobierno británico, atento al fracaso de 1968, prefirió sondear primero la posición de los isleños antes de realizar un ofrecimiento formal al gobierno argentino. Los miembros del consejo de las islas no se entusiasmaron, pero tampoco opusieron reparos.
El gobierno británico consideró que tenía luz verde para avanzar, y el 11 de junio de 1974 el embajador británico en Buenos Aires, Sir Donald Hopson, le presentó al canciller argentino Alberto Vignes un bout de papier de forma secreta con la propuesta de un condominio y la invitación a discutir las salvaguardas y garantías que se le otorgarían a la población de las islas. Vignes aceptó la propuesta pero advirtió que sólo era viable si se establecía por un período limitado de años antes de la transferencia plena de soberanía. Esta propuesta fue contestada el 19 de junio con una contrapropuesta de la cancillería argentina, que avanzaba en el sentido de favorecer la posición argentina y una más rápida solución definitiva.
En junio de 1974, el nuevo gobierno del primer ministro Harold Wilson había iniciado conversaciones diplomáticas introduciendo la posibilidad de un condominio. Ello dio lugar a importantes encuentros entre representantes de los gobiernos argentino y británico. En esa oportunidad, el embajador británico Hopson, siguiendo instrucciones del Ministerio de Relaciones Exteriores del Reino Unido, presentó al canciller argentino Vignes una comunicación escrita en la que informaba haber sido instruido por su gobierno «para proponer que las discusiones entre Gran Bretaña y Argentina sobre el futuro de las Islas deberían resumirse sobre la base de las salvaguardias y garantías a extenderse a los isleños en el hipotético caso de un condominio de Gran Bretaña y Argentina en relación a la soberanía territorial sobre las Islas Falkland».
Perón se mostró entusiasmado con la propuesta, considerándola seriamente. Él le manifestó a Vignes:

Es muy conveniente. Hay que aceptarla. Una vez que pongamos pie en las Malvinas no nos saca nadie y tiempo después tendremos la soberanía plena.
Juan Domingo Perón

Al mismo tiempo el Reino Unido comunicó que:

...el objetivo del Gobierno de Su Majestad al entrar en negociaciones sobre la base del condominio, será resolver la disputa de la soberanía a través de la aceptación de la co-soberanía argentina sobre las islas y que el producto final pueda ser un tratado que solucione la disputa anglo-argentina creando una atmósfera favorable en la cual los isleños puedan desarrollarse acorde a sus intereses.

Finalmente, el borrador del documento de las negociaciones señaló que «cualquiera fuera la forma que pudiese asumir el condominio, éste tendría algunos elementos básicos, como ser que ambas banderas flamearan juntas, que se adoptaran los idiomas español e inglés como idiomas oficiales, que se aceptará la doble nacionalidad para los isleños, y que el gobernador fuese designado alternativamente por la Reina y el Presidente de Argentina. Sobre esas bases, el gobierno inglés aceptaba, en forma oficial y preliminar, iniciar las conversaciones en Buenos Aires». El 3 de abril de 1975, el periódico británico Financial Times publicó que las posturas de ambos países respecto de la soberanía podían resolverse a partir del establecimiento de un condominio anglo-argentino.
Las conversaciones sobre el asunto del condominio se desarrollaron en forma muy confidencial. Pero luego de la muerte de Perón ocurrida el 1 de julio de 1974 y del embajador Hopson acaecida poco tiempo después, el 26 de agosto del mismo año, no se continuó trabajando sobre la opción. Al mismo tiempo, al ser conversaciones que se realizaron sin la aprobación o la participación de los isleños, estas fueron desbaratadas por el Parlamento, lo que llevó al gobierno británico a informar en agosto de 1974 que no sería práctico la continuación de las conversaciones sobre el condominio.
La asunción de María Estela Martínez de Perón como presidenta planteaba un clima de incertidumbre política, motivo por el cual el secretario de Estado James Callaghan aceleró el envío de un telegrama al embajador Hopson (antes de su fallecimiento), en el que le decía: «aprovechemos esta oportunidad porque podría haber un cambio de gobierno o golpe de Estado en cuestión de semanas». El departamento preparó, incluso, una fórmula para anunciar «conjuntamente una nueva ronda de conversaciones para explorar las salvaguardas y garantías a ser ofrecida a los habitantes de las Islas Malvinas, en la hipótesis de un eventual condominio anglo-argentino».
Cabe detallar que el día que Perón falleció se realizó una misa en la iglesia católica de Puerto Argentino/Stanley, donde fueron las autoridades coloniales y los empleados estatales argentinos.
En 1975 el gobierno argentino continuó tratando de persuadir al Reino Unido para que negocie el asunto de la soberanía. La idea del condominio o administración conjunta fue retomada y circuló en medios oficiales británicos, siendo vista con interés por el gobierno argentino. Pero en la mesa de negociaciones no prosperó.

## Acciones británicas unilaterales e incidente Shackleton

### Informe geológico de 1975
Desde 1969, el gobierno británico comenzó a percibir la resonancia política que podía generar la posible existencia de petróleo en los mares circundantes de las Malvinas. En aquella oportunidad, el Ministerio de Relaciones Exteriores del Reino Unido concluyó que sería mejor no hacer nada al respecto por temor a provocar un aumento en la tensión política entre el Reino Unido y Argentina, provocando una ocupación argentina por la fuerza. A partir de 1970, el gobierno británico decidió realizar sus propias exploraciones en las aguas de las islas para constatar si efectivamente había allí petróleo, llevando a cabo relevamientos en la zona. Hacia mediados de la década de 1970 se había acumulado pruebas que sugirieron que probablemente existía petróleo allí.
Empresas petroleras se interesaron en las islas y un equipo de investigadores del Departamento de Ciencias Geológicas de la Universidad de Birmingham creó un informe denominado «Geology of the Region around the Falkland Islands», que fue presentado en marzo de 1975. Según el informe existían ciertas posibilidades de encontrar petróleo en las islas y sus aguas circundantes, que eran disputadas con Argentina. Desde de la publicación del informe, el Reino Unido intentó sustituir las negociaciones por la soberanía por conversaciones sobre cooperación económica por los hidrocarburos y la explotación de las aguas territoriales de las islas.
Inmediatamente a la publicación del informe, el 19 de marzo de 1975, la Cancillería argentina emitió un Comunicado de Prensa, donde no reconocía la exploración o explotación de recursos naturales en las islas.

Teniendo en cuenta que las Islas Malvinas y dichas áreas forman parte integrante del territorio nacional, el Gobierno argentino manifiesta que en ellas no reconoce ni reconocerá la titularidad ni el ejercicio de ningún derecho relativo a la exploración y explotación de minerales o hidrocarburos por parte de un gobierno extranjero. Por consiguiente tampoco reconoce ni reconocerá y considerará insanablemente nulos cualquier actividad, medida o acuerdo que pudiera realizar o adoptar Gran Bretaña con referencia a esta cuestión que el gobierno argentino estima de la mayor gravedad e importancia.

El gobierno argentino considerará, además, la materialización de actos de la naturaleza antes mencionada, contraria a las resoluciones y consensos sobre las Islas Malvinas adoptadas por las Naciones Unidas...

Luego de dicho comunicado, en el mes de abril, el embajador británico en Buenos Aires informó que ante cualquier ataque argentino a las islas, el gobierno británico respondería con el uso de su fuerza militar. En el mes de julio, el Reino Unido propuso al gobierno argentino discutir para el desarrollo conjunto del Atlántico sudoccidental. El canciller argentino aceptó la idea, uniéndola a la transferencia de la soberanía a través de un arriendo (leaseback) por un término fijo. La propuesta argentina incluía la ocupación inmediata de las islas Georgias del Sur y Sándwich del Sur con la aquiescencia británica. El gobierno británico lo rechazó, al tiempo que Argentina rechazó cualquier conversación sobre cooperación económica que no incluyera la cuestión de la soberanía.

### Misión económica de Lord Shackleton
El 16 de octubre de ese año, el gobierno del Reino Unido informó sobre el envío a las islas de una misión económica encabezada por Lord Shackleton. El 22 de octubre, la cancillería argentina declaró que no se concedía la autorización oficial a la misión. Días anteriores, el Ministerio había declarado que dicha misión «introduciría una perturbación desagradable en las relaciones» entre ambos países y podría en peligro la solución pacífica del conflicto. El Ministerio de Relaciones Exteriores del Reino Unido en un principio creía que el gobierno argentino aceptaría la misión al ser patrocinada por el gobierno, en lugar de una empresa privada.
El 8 de noviembre de 1975, el representante argentino ante las Naciones Unidas declaró que había una ruptura de las negociaciones por las acciones unilaterales del Reino Unido y que Argentina no dejaría de valer sus derechos sobre las islas. A su vez, el Reino Unido consideró la declaración como una acción unilateral argentina. Más tarde, el canciller argentino Ángel Federico Robledo invitó al Reino Unido a tratar el tema de la soberanía. En lugar de una respuesta, el canciller recibió un non paper donde informaba que Lord Shackleton visitaría las islas aceptando una invitación. Argentina respondió con las leyes sobre autorización para navegar en aguas territoriales argentinas.
En diciembre de 1975 en París, Francia, el entonces canciller argentino Manuel Aráuz Castex se reunió con el Secretario del Ministerio de Relaciones Exteriores del Reino Unido James Callaghan, quien solicitó iniciar conversaciones sobre cooperación económica. El argentino dijo que lo aceptaría si se trataba también la cuestión de soberanía. Su par británico le respondió que debía consultar la voluntad de los isleños. Días más tarde, Callagham entregó a Aráuz Castex una nota donde proponía una agenda para discutir temas de cooperación. Luego en Roma, Italia, Aráuz Castex le propuso a Callagham transformar la misión de Shackleton en una empresa dirigida por los dos países «a fin de quitarle su carácter unilateral y provocativo». Argentina buscaba poner la misión bajo un paragüas binacional, mientras que el Reino Unido interpretó que los argentinos podían incorporar técnicos económicos, marítimos y petroleros a la expedición. Solo un técnico argentino fue aceptado como asesor. Debido a ello, el gobierno argentino consideró que la intención británica era la de llevar a cabo la misión de forma unilateral.
A partir de 1976 y en adelante, el gobierno británico se negó sistemáticamente a negociar con Argentina y a cumplir con las resoluciones de la ONU, repudiando la buena fe argentina concretada en el Acuerdo de Comunicaciones de 1971. Debido a la realización de distintos actos unilaterales en las Malvinas por parte del gobierno británico, se llegó a una situación de tensión bilateral. A su vez, el gobierno argentino había comenzado a utilizar regularmente la amenaza de invasión a las islas como parte de la presión diplomática.
Lord Shackleton había llegado a las islas el 3 de enero de 1976, fecha de aniversario de la usurpación británica, a bordo del HMS Endurance y el 20 de julio del mismo año publicó en Londres su informe sobre el futuro de la economía de las islas, conocido como el «Informe Shackleton» detallando el potencial pesquero y petrolero de las aguas circundantes disputadas con Argentina, que fueron protestadas por el gobierno argentino. Pese al reclamo argentino, el gobierno británico mantuvo sus objetivos y confirmó la misión de Shackleton. Esta misión introdujo un cambio sustancial en el conflicto y violó el principio tácito de no innovar que ambos países habían respetado.
Debido a los incidentes diplomáticos y navales por la expedición del Lord Shackleton en Malvinas, el 13 de enero el gobierno argentino decidió retirar a su embajador en Londres, Manuel Anchorena, y solicitar el relevo del embajador británico en Buenos Aires, Derek Ashe. Previamente, el 5 de enero, el gobierno de María Estela Martínez de Perón se reunió con el canciller Aráuz Castex y los tres comandantes en jefe de las Fuerzas Armadas argentinas, Jorge Videla, Emilio Massera y Orlando Agosti, emitiendo un Comunicado de Prensa sobre la «ruptura unilateral» de las conversaciones por parte del Reino Unido.
El Canciller argentino también había sostenido anteriormente que el arribo de Lord Shackleton en la fecha coincidente con la ocupación de las islas en 1833 era «una coincidencia hostil y desconsiderada». El Secretario Callagham envió el 12 de enero un mensaje a la Cancillería argentina donde sostuvo que el tema de la soberanía era una «disputa estéril» e invitó a mantener conversaciones confidenciales. El gobierno argentino le respondió que no encontraba «ningún elemento positivo que justifique la reapertura de negociaciones». También hubo reacciones en el Congreso Argentino. Un diputado del Partido Justicialista propuso el 7 de enero confiscar sin compensación todas las propiedades británicas en Argentina hasta que el Reino Unido devolviera las Islas. Otro diputado propuso eliminar los carteles indicadores en idioma inglés de los aviones de Aerolíneas Argentinas. Antonio Tróccoli, de la UCR y líder de la oposición, pidió al gobierno un informe para saber que medidas se tomarían para «castigar» al Reino Unido.
Luego del retiro de embajadores, las relaciones bilaterales entre ambos países quedaron congeladas pese a que ambos gobiernos aseguraron que los hechos no habían implicado una ruptura diplomática. Pese a los incidentes diplomáticos, el gobierno argentino mantuvo las comunicaciones con las islas.
El 14 de enero, el Secretario Callagham declaró en la Cámara de los Comunes que la amistad entre ambos países se encontraba «entorpecida por razones de soberanía», pero que el gobierno del Reino Unido entendía que era imprescindible para el desarrollo económico de las Malvinas contar con cooperación económica del territorio continental. Agregó, también, que «con buena voluntad, el Reino Unido y Argentina podrían transformar el área de disputa por la soberanía sobre las islas en un factor de cooperación entre ambos países, de acuerdo con los deseos e intereses de los malvinenses».
El 16 de enero de 1976, el Comité Jurídico Interamericano de la Organización de Estados Americanos (OEA) reunido en Río de Janeiro, Brasil, aprobó una declaración sobre la cuestión Malvinas donde declaró el «inobjetable» derecho argentino a la soberanía de las islas, siendo necesario «resolver el procedimiento a seguir para el reintegro de su territorio». En su artículo 2 rechazó a la misión Shackleton por importar «innovar unilateralmente y por ende contraveniendo las resoluciones 2065 y 3160 de la ONU». También declaró como amenaza para la paz y la seguridad al continente la presencia de naves de guerra extranjeras en aguas adyacentes de los estados americanos, como así también los anuncios intimidatorios del Reino Unido del envío de otros navíos. En su cuarto y último artículo califica a la conducta británica como «hostil con el fin de acallar las reclamaciones del gobierno argentino y destinada a obstruir el desarrollo de las negociaciones» recomendadas por la ONU. La OEA había declarado que la exploración del potencial económico de las islas constituía una amenaza para la seguridad del continente americano. Posteriormente, el Reino Unido rechazó la declaración de la OEA en una nota presentada ante la ONU.
Ese mismo día y en medio de la crisis, un buque de transporte de la Armada Argentina desembarcó en Puerto Stanley 750 toneladas de equipo y 150 miembros del cuerpo de ingenieros del Ejército Argentino. En la localidad, los isleños pensaron que se hallaban ante el preludio de una invasión. El Ministerio de Relaciones Exteriores del Reino Unido informó que el desembarco del equipo era legítimo y que se trataba del material para extender la pista de aterrizaje del aeropuerto según se había acordado en 1972.
El 27 de enero, el ministro de Estado del Ministerio de Relaciones Exteriores británico declaró ante la Cámara de los Lores que:

...no habrá cambios en la soberanía británica sobre las Islas Falkland en contra de los deseos de los isleños. Pero el gobierno de Su Majestad estima que... se atenderá mejor a los intereses de largo plazo de los isleños mediante vínculos estrechos y amistosos con Argentina.

### Incidente del RSSShackleton
El peor momento de la crisis diplomática ocurrió el 4 de febrero cuando el buque destructor argentino ARA Almirante Storni detuvo al buque de investigación oceanográfica británico RRS Shackleton que navegaba a 78 millas al sur de Puerto Argentino/Stanley, con, según algunos autores, Lord Shackleton a bordo. El buque argentino pidió detener las máquinas amenazando con abrir fuego. El motivo era que el buque británico se hallaba dentro del límite de la jurisdicción argentina de las 200 millas alrededor de las islas. Ya en noviembre de 1975, el Ministerio de Relaciones Exteriores de Argentina había enviado una nota de protesta al gobierno británico por la presencia de buques británicos navegando en aguas que Argentina consideraba como sus aguas territoriales.
El capitán del RRS Shackleton, actuó bajo las órdenes radiales del gobernador colonial de las islas Neville French, no detiendo la marcha y rehusándose a recibir un grupo de abordaje o seguir al Almirante Storni al puerto de Ushuaia. Para aumentar la presión sobre el buque, se sumó un avión de reconocimiento marítimo Neptune de la Armada Argentina y el destructor hizo disparos sobre la proa del Shackleton. El buque británico siguió su ruta hacia Puerto Stanley siendo seguido por el buque hasta las seis millas de la localidad. La acción fue planeada por los militares argentinos sin consentimiento del gobierno. La intención era hacer un gesto que no cobrara víctimas y reforzara el reclamo argentino para que su límite marítimo de las 200 millas incluyera la plataforma continental argentina y las Malvinas. Además de demostrar que Argentina no le reconocía derechos al Reino Unido para que incremente el desarrollo económico de las islas.
El Reino Unido protestó ante el gobierno argentino y el Consejo de Seguridad de las Naciones Unidas por el incidente, calificado como un «peligroso hostigamiento» contra un buque que navegaba «pacíficamente» para efectuar «un relevamiento científico en la zona». Por su parte, Argentina acusó al gobierno británico de violar su jurisdicción marítima. El 5 de febrero, Edward Rowlands, ministro de Estado del Ministerio de Relaciones Exteriores del Reino Unido, afirmó ante la Cámara de los Comunes que el gobierno británico haría «todo lo posible para enfriar la situación», respetando los deseos de los isleños. A su vez, había preocupación en el Parlamento, ya que en las islas solo había 37 marines de Puerto Argentino/Stanley y el buque de patrulla antártica HMS Endurance. Al mismo tiempo existía el deseo de mantener buenas relaciones con Argentina.

### Presentación del informe y reacciones
Raúl Alberto Quijano, canciller argentino, declaró el 22 de marzo que:

...el centro de nuestra discusión es [...] soberanía [...] No podemos avanzar y si el Reino Unido no desea discutir el tema, nosotros no podemos tratar los otros temas. Por supuesto que estamos muy interesados en la cooperación económica y las comunicaciones, pero sin soberanía estos son temas mucho más periféricos.

Al poco tiempo después, en Nueva York, los gobiernos de los dos países acordaron reasumir el diálogo. El representante británico declaró que su país «defendería las islas si los argentinos intentaban utilizar la fuerza». Durante el mes de febrero del mismo año, el Comité de Defensa del Reino Unido, había elaborado planes de contingencia para enfrentar un posible ataque argentino. Los planes concluían que la mejor acción sería el envío de una fuerza naval que transportara tropas de desembarco, el apoyo de un portaaviones y gran cantidad de apoyo logístico.
El periódico The Times de Londres publicó el 22 de junio artículos escritos por malvinenses donde expresaban sus temores acerca de que el gobierno británico los había «vendido» y que «como peones que eran, se transformarían en las víctimas de una batalla diplomática perdida». Los isleños creían que la gran cooperación del Ministerio de Relaciones Exteriores del Reino Unido con una «nación no confiable» (Argentina) indicaba que estaban regalando las islas o que facilitaban inconscientemente la preparación a una invasión argentina.
La Resolución 31/49 de la Asamblea General de las Naciones Unidas del 1 de diciembre de 1976, expresó sus reconocimientos por los esfuerzos argentinos de solucionar el conflicto por la vía pacífica e instó por primera vez a no adoptar decisiones unilaterales mientras el proceso recomendado por la Asamblea General y las negociaciones estaban en progreso. Ese agregado motivó a que el Reino Unido votara en contra (único voto negativo), siendo aprobada por 102 votos, con 32 abstenciones. De hecho, fue la primera resolución de la ONU sobre la Cuestión Malvinas que recibió un voto negativo del Reino Unido.
Finalmente, el Reino Unido presentó dos informes del Lord Shackleton: el ya mencionado en 1976 y otro en 1982, en plena guerra en el Atlántico Sur. Ambos informes fueron el punto culminante de 50 años de reportes, investigaciones y estudios británicos realizados en las islas. Uno de los informes incluyó la idea de reforma territorial, nombrada por primera vez por el primer gobernador colonial Richard Moody hacia los años 1840.

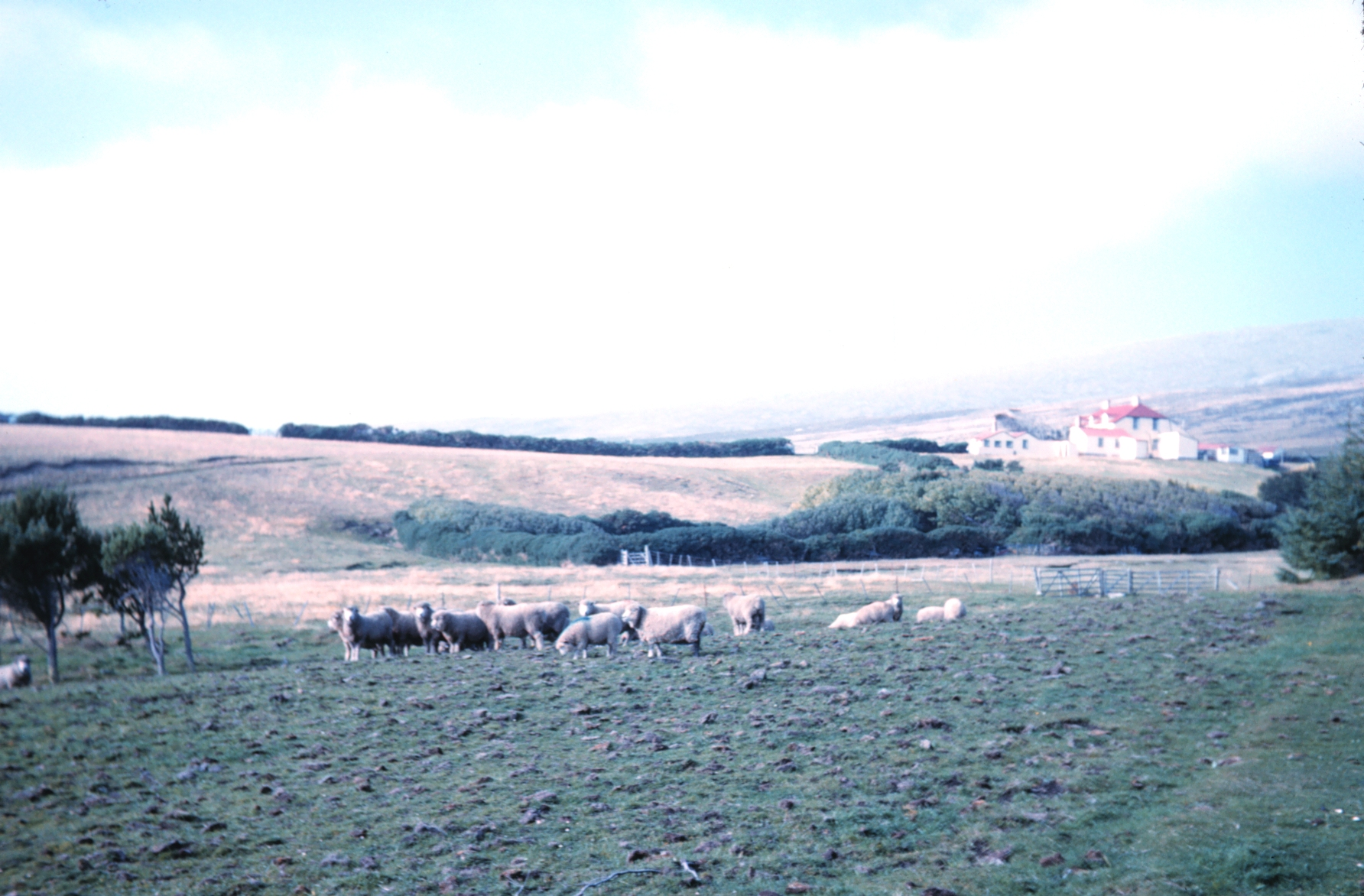
Ovejas en Caleta de la Colina, isla Gran Malvina, hacia los años 1960. La actividad ovina fue la principal actividad económica de las islas desde 1850 hasta 1990.

Cuando el 20 de julio de 1976 se dio a conocer en el primer Informe Shackleton en Londres, el gobierno británico envió copias al gobierno argentino. Dicho informe hacía hincapié en la debilidad de la economía monoproductora de las islas (ganadería ovina) y la necesidad de la cooperación con Argentina para diversificarla a través de la pesca y la extracción de petróleo. El Reino Unido esperaba lograr la cooperación económica sin alterar el estatus político de las Islas. El gobierno de Argentina declaró lo siguiente:

Respecto de una hipotética cooperación entre Argentina y el Reino Unido para el desarrollo de industria y petróleo en las Malvinas, el Ministerio de Relaciones Exteriores repite la posición del Gobierno argentino que es que el tema esencial por resolver, es la disputa por la soberanía y, por lo tanto, no tiene comentarios para hacer en asuntos que no estén directamente relacionados con ellos.

Lord Shackleton convenció al gobierno británico de adoptar las recomendaciones de su informe en cuanto a buscar la cooperación o participación argentina para el desarrollo de los recursos en las aguas circundantes de las islas. Anthony Crosland, Secretario de Estado del Ministerio de Relaciones Exteriores del Reino Unido, declaró el 2 de febrero de 1977 su apoyo a las recomendaciones del Lord. Además, en su declaración, recalcó su preocupación en las posibilidades de cooperar con Argentina. También aclaró que el Gobierno de Su Majestad no veía perjudicada (por las cooperaciones) sus derechos en las islas y que cualquier cambio debía ser aceptado por los isleños, siendo consultados continuamente.
A mediados de febrero del mismo año, Crosland envió a Edward Rowlands, diplomático galés, a las islas y a Buenos Aires para conocer la opinión y tratar de convencer a los isleños acerca de las ventajas de cooperar económicamente con Argentina. Su intención era que los isleños y los argentinos acordaran bases para negociar solamente sobre cooperación económica. En Malvinas, la población rechazó la idea porque el desarrollo conjunto con el gobierno argentino les generaba «desconfianza».
Rowlands, en Comodoro Rivadavia, declaró su predisposición para discutir el tema de la soberanía y que esto sería tratado en las próximas negociaciones, ya que el gobierno colonial de las islas había «aprobado la intención del Gobierno británico de intentar establecer las bases para negociaciones con el gobierno de Argentina». Por primera vez en la historia de las relaciones entre Argentina y el Reino Unido, este último país reconocía oficialmente y por escrito la existencia de negociaciones y también admitía de manera concreta la posibilidad de una discusión sobre soberanía.
En Buenos Aires, el funcionario del Ministerio de Relaciones Exteriores del Reino Unido también se reunió con el canciller argentino el 15 de febrero. Luego de dos días de conversaciones, se anunció que las conversaciones sobre las islas pasarían a tener el rango de negociaciones de soberanía y que los embajadores de ambos países serían repuestos. Rowlands fue recibido en Londres críticamente por la prensa que titulaba «Miedo en las Falkland a ser rematadas». Los miembros del Parlamento criticaron su «fácil predisposición» para discutir sobre la soberanía.

## Alternativas de 1976-1979
Luego de las tensiones, a mediados de 1976, el nuevo gobierno militar argentino decidió continuar con las negociaciones, al igual que el nuevo gobierno laborista británico. Este último abrió el diálogo con una agenda más amplia que prometía incluir «futuras negociaciones constitucionales».
El canciller argentino César Guzzetti reinició el diálogo. El 10 y 11 de julio de 1976, en París, se realizaron reuniones secretas entre los representantes argentinos (el subsecretario de Relaciones Exteriores, Gualter Allara, el embajador Julio Barberis y el encargado de negocios de la Embajada Argentina en Londres, Rafael Gowland y asesores) y los representantes británicos (Robin Edmonds, subsecretario Asistente del Ministerio de Relaciones Exteriores del Reino Unido para Asuntos Latinoamericanos, Hugh Carless, Director del Departamento de América Latina, y Hugh Adrian Sindall, subdirector de dicho departamento). El 7 y 8 de agosto, las reuniones prosiguieron en Buenos Aires a bordo de la fragata ARA Presidente Sarmiento. El último encuentro fue el 22 y 23 de febrero de 1976 en la Embajada Británica en Buenos Aires. Los resultados de las conversaciones se mantuvieron confidenciales.
En 1976 el gobierno argentino presentó una propuesta escrita al gobierno británico para un progresivo traspaso de soberanía de las islas, luego de una etapa previa de administración conjunta, luego llegaría:

...el momento en que el Gobierno de la República Argentina asumirá la totalidad de las funciones constitucionales, administrativas, judiciales, legislativas, la responsabilidad de la defensa y la conducción de las relaciones exteriores en las Islas Malvinas, reconociendo en esa oportunidad el Gobierno Británico la plena soberanía argentina.

La propuesta era que la administración conjunta se extendiera durante ocho años. También se sumaron garantías para otorgarle a los isleños. A su vez, los británicos presentaron sus ideas y propuestas. Una de ellas era la cooperación en el mar circundante a las islas sobre el derecho del mar, régimen de pesquerías y explotación de hidrocarburos.
En 1977, se llevaron a cabo reuniones informales y exploratorias, donde el Reino Unido propuso dos líneas paralelas de negociación: una sobre cooperación económica y otra sobre la «hipotética futura relación constitucional entre las Islas Malvinas y Argentina» donde podía plantearse la discusión sobre la soberanía. El 26 de abril de ese año se fijó el marco de referencia de las futuras ruedas formales a través de un comunicado de prensa conjunto que expresaba que las mismas se referirían a «las futuras relaciones políticas incluyendo soberanía, con relación a las Islas Malvinas, las Georgias del Sur y las Sandwich del Sur y la cooperación económica con respecto a dichos territorios en particular y al Atlántico Sudoccidental en general». Argentina y Reino Unido comunicaron que elaborarían conjuntamente «una solución pacífica a la disputa existente entre los Estados sobre la soberanía y al establecimiento de un marco para la cooperación económica argentino-británica».
En el comunicado también se agregó:

Un objetivo importante de las negociaciones será lograr un futuro estable, próspero y políticamente duradero para las Islas, cuya población será consultada por el Gobierno del Reino Unido durante el transcurso de las negociaciones.

El acuerdo de celebrar estas negociaciones, y ellas mismas, no perjudican las posiciones de uno u otro Gobierno relativas a la soberanía sobre las Islas.

El nivel de representación de las negociaciones, y las fechas y los lugares donde se llevarán a cabo, serán determinados por el acuerdo entre los Gobiernos. Si resultare necesario, se podrán establecer grupos de trabajo especiales.

El 8 de junio, la declaración fue comunicada a las Naciones Unidas por los representantes argentinos y británicos. Este documento resultó ser muy significativo e importante en cuanto a la voluntad de negociar y del reconocimiento británico a los derechos argentinos.
Antes de iniciar los encuentros, el Secretario de Estado británico David Owen presentó un documento al Comité de Defensa donde declara que el Reino Unido sostenía que:

...eran necesario mantener negociaciones serias y sustantivas para mantener a Argentina entretenida, dado que las Islas eran militarmente indefendibles, salvo que se hiciera una enorme, costosa e inaceptable desvío de recursos. El Comité opinó que era probable que el Gobierno sería forzado finalmente a adoptar alguna solución del tipo arrendamiento junto con un programa conjunto de cooperación económica. El objetivo sería mantener en marcha las negociaciones con el Gobierno argentino lo que permitiría disponer de mayor tiempo para llevar adelante la educación de la opinión pública nacional y de las Islas. En líneas generales, la estrategia del Gobierno sería retener la soberanía tanto como fuera posible, si fuera necesario haría concesiones con respecto a las Dependencias y recursos marítimos en el área, al tiempo que reconocía que, en última instancia, sólo a través de algún arreglo de arrendamiento probablemente se satisfaría a Argentina [...] Los británicos propusieron que la soberanía de las Dependencias [Georgias del Sur y Sandwich del Sur] deshabitadas pudiera considerarse separadamente de la soberanía de las Islas Falkland propiamente.

En las ruedas llevadas a cabo en Roma, entre el 13 y 14 de julio del mismo año, siguieron iniciativas concretas, como una actualización de la idea de administración conjunta, una lista de referencia para discutir las salvaguardias y garantías que Argentina estaba dispuesta a otorgar a los malvinenses, y una propuesta para acordar un régimen que permitiera a los argentinos adquirir bienes en las islas. Pero luego, las negociaciones contaron con impedimentos británicos, que comenzaron a solamente interesarse por lograr un acuerdo de cooperación que facilitara la explotación de los recursos naturales en las islas y sus aguas circundantes. Además, los británicos rechazaron la posición argentina de no aceptar la autodeterminación para los isleños, diciendo que «nada que sea inaceptable para los isleños puede ser aceptable para el gobierno británico».
El 15 de julio se emitió un comunicado de prensa entre los dos países detallando que había ocurrido en el encuentro «un amplio intercambio de puntos de vista con el objeto de convenir un procedimiento para identificar las materias comprendidas en las negociaciones».
En las conversaciones se establecieron dos grupos de trabajo: uno sobre soberanía y otro sobre cooperación. Hacia diciembre de 1978 la única discusión que progresaba era la cooperación científica, pero luego el proyecto de acuerdo alcanzado no se aprobó por el rechazo británico. El 20 de diciembre de 1978, ambos gobiernos habían anunciado que se había llegado a un principio de acuerdo para la cooperación científica en las Georgias del Sur y Sándwich del Sur. Luego el acuerdo fue rechazado por el Reino Unido, ya que el Consejo Legislativo de las islas se opuso. Los isleños no aceptaban al mismo, a menos que sólo se refiriera a la isla Morrell (donde Argentina ya tenía una base), alegando que lentamente podrían «perder la soberanía sobre el territorio principal».
Las negociaciones se habían deteriorado desde finales de 1977, luego de que Argentina se reinstalara en las Tule del Sur, además de haber disparado contra un buque británico, haber retirado su embajador en Londres y solicitar el gobierno británico el retiro del suyo. El capitán Anaya, agregado argentino en la capital británica, había informado que su país estaba dispuesto a interceptar y hundir a cualquier buque «intruso en aguas territoriales argentinas» en los alrededores de las Malvinas.
De forma secreta, el 21 de noviembre el Reino Unido envió a las islas unidades de la Marina Real británica. La fuerza naval estuvo integrada por el submarino nuclear HMS Dreadnought y buques de superficie, permaneciendo en los alrededores de las islas durante todo el mes de diciembre de 1977, hasta la reunión en la ONU en ese mes. Los buques establecieron una zona de identificación marítima de 50 millas alrededor de las islas. Cualquier nave de guerra argentina que ingresara allí debería dar explicaciones de su presencia.
Se llevaron a cabo nuevos encuentros en Nueva York los días 13 y 14 de diciembre de 1977, en Lima, el 15 y 16 de febrero de 1978, en Nueva York el 14, 15, y 29 de septiembre de 1978, en Ginebra, el 18 y 19 de diciembre de 1978 y en Nueva York, del 21 al 23 de marzo de 1979 y 28 de septiembre del mismo año. Allí se abordó tanto la soberanía como la cooperación económica sin tener resultados positivos.
En el encuentro de 1978 en Lima se reunieron dos comisiones: una para la cuestión de soberanía y otra para la cooperación económica. Durante las últimas sesiones solo se reunió la comisión de cooperación económica. Debido a que no hubo acuerdos ni resultados positivos, no se emitió comunicado alguno.
En 1979, luego del triunfo del Partido Conservador en las elecciones británicas, Nicholas Ridley fue enviado a Buenos Aires y a las islas para tener un conocimiento directo de las posiciones de cada sitio. El 12 de junio de ese año, Ridley se encontró con Carlos Cavándoli, Subsecretario de Relaciones Exteriores de Argentina. Un mes después Ridley visitó las Malvinas, donde discutió con los isleños sobre las ventajas de la cooperación con Argentina. Los malvinenses pedían un largo «congelamiento» de la disputa de soberanía y se opusieron a la idea de un arrendamiento. Ridley retornó a Buenos Aires, reuniéndose con Cavándoli, logrando reponer a los respectivos embajadores en ambas capitales. Ridley reiteró que el gobierno británico no aceptaría ningún arreglo que no respetara los «deseos» de los isleños.
En octubre de 1979 Lord Carrington presentó al primer ministro y al Comité de Defensa británico un memorándum donde recomendaba proseguir las conversaciones con Argentina para explorar soluciones políticas y económicas. Carrington decía que si no continuaban las negociaciones, Argentina podría hacer uso de la fuerza, capturando las islas. Sin embargo, el gobierno británico decidió posponer cualquier discusión sobre las islas, alegando prioridades en otros temas internacionales.
En enero de 1980 Carrington insistió en la necesidad de reiniciar las negociaciones con Argentina. A fines de ese mes el Comité de Defensa aceptó la propuesta, pero acordó que los términos de referencia alcanzados por el gobierno antes del 26 de abril de 1977 deberían ser modificados.

## Estación científica argentina en las Sándwich del Sur

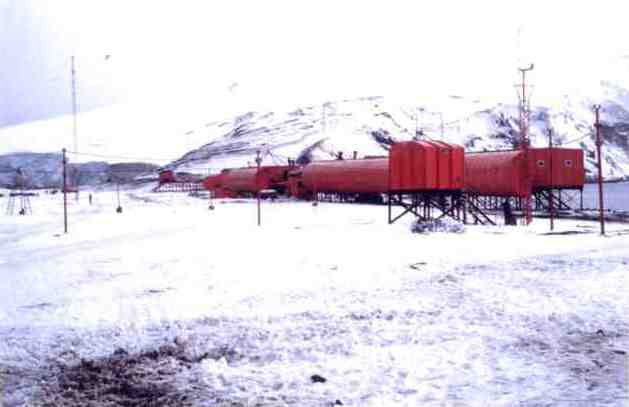
La base en 1981.

Al mismo tiempo que se desarrollaban los encuentros diplomáticos bilaterales, durante la campaña antártica argentina de 1976-1977, el rompehielos ARA General San Martín y el transporte ARA Bahía Aguirre transportaron el material y el personal para instalar una base en las islas Sándwich del Sur que estaban deshabitadas.
El 7 de noviembre de 1976, ingenieros de la Armada Argentina comenzaron a construir la Estación Científica Corbeta Uruguay en la isla Thule (o Morrell), de las islas Tule del Sur en el extremo más austral del archipiélago de las Sándwich, en el sitio donde el Refugio Teniente Esquivel se había construido en 1955. La construcción llevó cuatro meses y la estación fue inaugurada oficialmente el 18 de marzo de 1977.
El día 20 de diciembre, el helicóptero del HMS Endurance observó la presencia de los militares argentinos en la isla que era reclamada por ellos como parte de las Dependencias de las Islas Malvinas. El 5 de enero de 1977, el Ministerio de Relaciones Exteriores del Reino Unido pidió explicaciones por la acción unilateral de Argentina a su Encargado de negocios en Londres. El 14 de enero, la Cancillería argentina respondió que su objetivo en la isla Tule/Morell era instalar una estación científica y que dicha operación se hallaba dentro «del área de soberanía argentina». La nota sugería que la estación no sería un establecimiento permanente, ya que el gobierno argentino no quería que el Reino Unido utilice la situación como excusa para cortar las negociaciones por las Malvinas.
Luego hubo un intercambio de notas entre los encargados de negocios de ambos países y finalmente, el 19 de enero, el Reino Unido presentó una protesta formal en la que denunciaba que el establecimiento de la base argentina era una «violación a la soberanía británica en las Islas Sandwich del Sur». Pero la protesta no fue acompañada de un ultimátum y expresaba que el Gobierno de Su Majestad «esperaba ser informado de la conclusión del programa científico». Los argentinos recién fueron desalojados por la fuerza de la base el 20 de junio de 1982, siendo sus instalaciones destruidas por el Reino Unido en diciembre del mismo año.
En 1977, los británicos no hicieron ningún anuncio público y la existencia de la base fue hecha pública en mayo de 1978, pero el tema no fue expuesto públicamente en los próximos cinco años. Si bien el Informe Franks del gobierno británico afirmó que los argentinos habían preparado un «plan de contingencia» en caso de que los británicos desalojaran la estación, lo cierto es que Argentina instaló la base para producir un hecho posesorio en un archipiélago disputado. El plan considerado por Franks consistía en tomar represalias contra el grupo británico de investigación antártica en las Georgias del Sur y así escalar hasta ocupar las Malvinas en una operación conjunta de la Armada y la Fuerza Aérea Argentina acompañada de acciones diplomáticas en las Naciones Unidas.

### Operación Journeyman
Debido a la instalación de la base argentina en las Sándwich del Sur, en noviembre de 1977, la Marina Real Británica preparó la Operación Journeyman, en la cual una fuerza de tarea naval fue enviada a las Malvinas para prevenir una posible invasión argentina. La fuerza naval británica, la cual fue planeada bajo fuerte seguridad, fue liderada por el submarino nuclear HMS Dreadnought, y también consistió en dos fragatas, el Alacrity y el Phoebe, y las naves auxiliares Resource y Olwen como naves de apoyo. Los argentinos rápidamente se percataron de la presencia de la fuerza de tarea y Callaghan decidió no utilizar la fuerza para desalojarlos, por lo que las fuerzas argentinas permanecieron en Tule hasta su desalojo 1982.

## Propuesta de arrendamiento similar al caso de Hong Kong
El 28 y 29 de abril de 1980, se llevaron a cabo en Nueva York una nueva ronda de conversaciones. La delegación británica, encabezada por Nicholas Ridley, entonces viceministro de Relaciones Exteriores de Margaret Thatcher, incluía un miembro del Consejo Legislativo de las Malvinas. El encuentro fue exploratorio, pero se alcanzó cierto grado de acuerdo.
A principios de ese año dentro del Ministerio de Relaciones Exteriores del Reino Unido surgió la idea de proponer una solución de arrendamiento como la opción más viable y mutuamente conveniente. Esta opción y había sido sugerida hacia 1930 y 1940. A través de este mecanismo, Argentina obtendría la soberanía formal mientras que la administración de las islas quedaría a cargo del Reino Unido por un tiempo limitado a ser negociado.

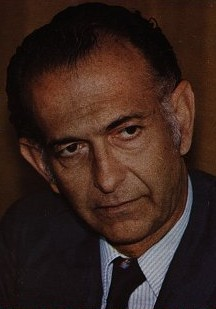
José Alfredo Martínez de Hoz.

En junio de 1980, el entonces ministro de Economía de Argentina José Alfredo Martínez de Hoz se había reunido en el Reino Unido con diversos ministros británicos que estaban interesados en la impletementación del modelo liberal en la economía argentina. Allí Martínez de Hoz se reunió con Nicholas Ridley que le propuso un reconocimiento de la soberanía argentina de las Malvinas mediante una solución similar a la de Hong Kong (entre la República Popular de China y el Reino Unido), con un arrendamiento de treinta años, al término de los cuales las islas regresarían a Argentina «con ciertas condiciones». Martínez de Hoz le admitió que no era labor suya, debido a su cargo en el Ministerio de Economía, e intentó invitar a la Cancillería argentina. Debido a la falta de contestación de la Cancillería, la propuesta no prosperó.
Martínez de Hoz había visitado Londres para reunirse con el gobierno británico en cinco ocasiones desde 1976 hasta 1980. El Reino Unido veía que podía hablar con él sobre la cooperación de ambos países para la explotación del petróleo en las aguas de las islas. En todos sus viajes, el ministro argentino enfatizó la cooperación de desarrollo económico por sobre la confrontación del reclamo de soberanía, pese a la oposición del canciller argentino.

Se ha hecho algún progreso y hay una pequeña luz en el horizonte [...] y creo que el lado económico puede ayudar. Tenemos dos intereses comunes, que son petróleo y pesca. Al mismo tiempo que puedan continuar algunas discusiones sobre soberanía, podríamos alcanzar algún acuerdo para la exploración petrolera o pesca conjunta que sería el inicio de una aproximación (get-together) en ese tema. Queremos que los británicos se apuren y sean socios en nuestro desarrollo económico.

El Reino Unido había propuesto un cambio de enfoque que consistía en mantener conversaciones secretas y exploratorias sobre la base de una transferencia de soberanía de las islas y de sus aguas circundantes. Luego de que la Cancillería no diera respuesta a los pedidos de Martínez de Hoz, se llevaron a cabo contactos informales que solo mantuvieron vivo el diálogo bilateral para acordar un marco de referencia para una nueva ronda de negociaciones que no prosperaron.
En julio de 1980 el Gobierno británico decidió intentar la resolución de la disputa a través de un arriendo. Ridley visitó las islas entre el 22 y 29 de noviembre del mismo año. Allí trató de convencer a los isleños sobre la propuesta. En la sede de la Municipalidad de Puerto Argentino/Stanley se congregaron unas 300 personas para reunirse con Ridley. Allí se presentó una lista con cuatro alternativas: la primera, la fórmula de arrendamiento; la segunda, satisfacer la totalidad de las demandas argentinas y transferir la soberanía; la tercera, congelar totalmente el tema de la soberanía por un período de alrededor de 25 años; y la cuarta, rechazar totalmente cualquier discusión sobre soberanía.
Ridley subrayó la primera opción, señalando que sus ventajas eran que mientras nominalmente se satisfacía la demanda argentina de soberanía, los isleños podían conservar su modo de vida. A la vez, se proveía de una base para acuerdos de cooperación y desarrollo económico, especialmente en los temas de petróleo y pesca, que iniciarían inmediatamente al traspaso de soberanía. Debido a sus dichos, el lobby isleño actuó inmediatamente en Londres. Su rápida acción puso al gobierno británico a la defensiva.
En las islas, Ridley le respondió a un periodista diciendo que «las islas son británicas», agregando que «el tema de la soberanía sigue siendo sensible a discusión». También aclaró que no existían negociaciones con Argentina, sino simples reuniones. La mayoría de los isleños le informaron a Ridley que mantenían «su deseo de permanecer dentro del Imperio Británico». Su partida del archipiélago estuvo acompañada de abucheos hechos por los isleños y cantos de las estrofas de Rule Britannia.
Otra propuesta británica establecería una administración combinada, bajo un arriendo al Reino Unido por un período de 99 años. En noviembre del mismo año Thatcher había comunicado su aprobación, pero la iniciativa fue luego desacreditada en la Cámara de los Comunes. El gobierno argentino llegó a mostrar interés en discutir el lapso de la duración del arriendo.
El Informe Franks de 1982 hace referencia a la propuesta de arriendo, indiciando que la opinión de los isleños estaba dividida, «con una sustancial minoría opuesta a ella y con la mayoría indecisa». La propuesta fue significativa en el curso de las negociaciones de soberanía porque el Reino Unido indicó públicamente «su deseo de considerar una solución que incluya la adquisición de soberanía sobre las Islas». El gobierno británico consideraba que era la única política racional y viable para alcanzar un acuerdo, en lugar de postergar el tema y tratar asuntos secundarios.

## Grupos de presión de empresas isleñas

### Reacciones al memorándum de entendimiento de 1968

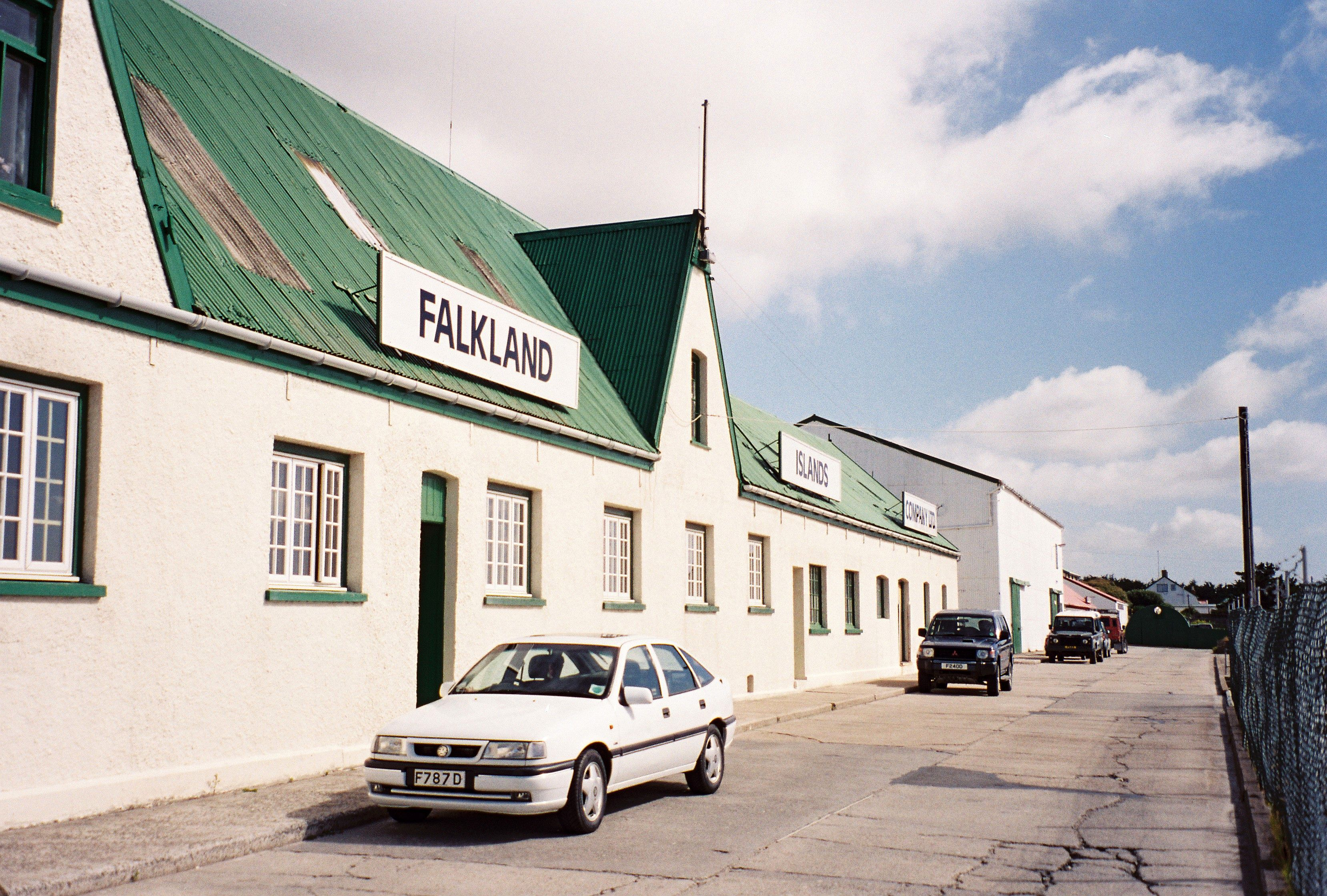
Edificio histórico de la Falkland Islands Company en Puerto Argentino/Stanley.

Sydney Miller fue miembro del Consejo Legislativo de las islas representando a la isla Gran Malvina entre 1964 y 1971. En 1968 junto con otros tres miembros del consejo, rompió su juramento de confidencialidad para hacer una petición directa a la Cámara de los Comunes en Londres con respecto a las conversaciones secretas del Gobierno británico, las que habían concluido con un memorándum de entendimiento con Argentina para la transferencia de soberanía. Después de eso, Miller visitó Londres donde puso presión a miembros del parlamento y la prensa con una campaña nacionalista en la que exponía los argumentos a favor de la autodeterminación de los malvinenses.
La respuesta de los británicos en las islas a dicho memorándum de entendimiento no fue muy favorable. La campaña en el Parlamento Británico y la prensa para protestar por la inminente «entrega» de las islas a Argentina, rindió sus frutos y se creó el Falklands Islands Emergency Committee (también denominado United Kingdom-Falkland Islands Committee y más conocido como Lobby Falklands) cuyo director era, a su vez, director de la Falkland Islands Company, la compañía privada británica que controlaba casi toda la economía de las islas. Dicho comité estaba conformado también por algunas autoridades británicas de la colonia y miembros del Parlamento y la opinión pública británica. Para lograr la oposición parlamentaria, el comité envió una carta abierta a todos los parlamentarios en febrero de 1968, levantando una ola de temor ante un inminente traspaso de soberanía a Argentina.
Luego de la visita del Lord Chalfont a las Malvinas de noviembre de 1968, el Lobby logró que unos cien parlamentarios conservadores firmaran una moción para que el gobierno británico «de una vez por todas asegure que los isleños son británicos y que no serán traspasados a un país extranjero en contra de su voluntad».
El periódico británico Daily Express había hecho públicas las negociaciones bajo el título «Malvinas en venta». Además, alguien del Ministerio de Relaciones Exteriores del Reino Unido había filtrado el memorándum a William Hunter Christie, miembro del Falkland Islands Committee, quien puso en movimiento la oposición al acuerdo. El 19 de junio de 1982, el periódico británico The Guardian publicó un artículo sobre el memorándum de 1968 donde explicaba cómo el abogado Hunter Christie (en ese entonces funcionario del Ministerio de Relaciones Exteriores británico), había sido informado por una fuente secreta del Ministerio de Defensa británico sobre las negociaciones con Argentina por las islas Malvinas. Cuando Hunter Christie se enteró sobre el reconocimiento de la soberanía argentina, inmediatamente persuadió a la Falkland Islands Company para lograr que las Malvinas queden «bajo el absoluto ámbito y soberanía» del Reino Unido. Luego, dio instrucciones a los parlamentarios conservadores e inició la campaña mediática.

### Otras actividades
La consulta a los consejeros de las islas para la propuesta de 1973 debía efectuarse en secreto, pero esto no ocurrió. El director de la Falkland Island Company en Malvinas, filtró las conversaciones al activo lobby de presión en el Reino Unido. Este grupo de presión, llamado Falkland Islands Committee actuaba en defensa de los intereses comerciales de la Falkland Island Company, que a principios de los años '70 era la propietaria de la mitad de la tierra y los establecimientos de Malvinas. De inmediato la oposición conservadora protestó en el parlamento y los diarios sensacionalistas hablaron de otra «entrega» de las islas a Argentina. El débil gobierno laborista británico dio marcha atrás con la propuesta, aunque el canciller argentino Vignes consideraba que aún era viable.
Ese mismo año dicho comité también se opuso a que el gobierno británico firmara el acuerdo para abastecimiento de combustible por la empresa estatal argentina YPF. Tanto el comité como la compañía justificaban su postura diciendo que temían que los vínculos más cercanos con Argentina pusieran en peligro el monopolio de la Falkland Island Company. El comité se transformó en ese mismo año en una organización no gubernamental (ONG), llamada The United Kingdom Falkland Islands Defence Committee.
En 1977 se creó otro grupo con base en Londres: la «Asociación para la Investigación y el Desarrollo de las Islas Falkland» (Falkland Islands Research and Developement Association), que tenía por objeto la búsqueda de alternativas de desarrollo económico no-argentinas para el archipiélago malvinense. Contaba con importantes apoyos y contactos e intervino para proteger la posición dura de los isleños en la opinión pública. Otro grupo surigido durante los años de negociaciones fue el llamado «Amigos de las Islas Falkland» (Friends of the Falkland Islands). Ambos grupos contaron con el apoyo financiero de la Falkland Islands Company.
Ese mismo año, el empresario argentino Héctor F. Capozzolo intentó que un importante inversor de la Falkland Islands Company a través de un banco de París le vendiera su parte, para así debilitar al Lobby al perder su principal fuente de apoyo. La venta se frustró cuando el gobierno británico prohibió la operación.
En 1980, cuando Nicholas Ridley le propuso a los malvinenses una serie de ideas de transferencia de soberanía de las islas a Argentina, un vocero del Comité de las Islas Falkland informó que ellos preferían el status quo. Inmediatamente el lobby actuó en Londres. El 26 de noviembre, el periódico The Times de la capital británica publicó en la primera página un informe de B. G. Frow, perteneciente al comité lobista, quien había presenciado la reunión de Ridley con los isleños en Puerto Argentino/Stanley. El artículo comenzaba con la frase: «Gran Bretaña sugiere que la soberanía de las Islas Falkland sea transferida a Argentina». Allí también denunció a Ridley, diciendo que él presionó a los isleños a acordar la transferencia de la soberanía. El Ministerio de Relaciones Exteriores del Reino Unido le respondió a Frow hacia el 20 de noviembre, declarando:

El Gobierno ha estado considerando las conversaciones exploratorias con la República Argentina de abril [de 1980] para alcanzar la mejor solución aceptable para todas las partes a este difícil problema. Mr. Ridley esta ahora consultando a los isleños para establecer sus puntos de vista en las bases de futuras conversaciones con los argentinos [...] Lo importante son los deseos de los isleños. Si ellos están de acuerdo, podremos explorar las bases para una solución. Sin embargo, ninguna solución es alcanzable sin el respaldo de los isleños y del Parlamento.

El 21 de noviembre, Lord Carrington afirmó en una entrevista de la BBC que «Argentina tiene un reclamo de soberanía sobre las Islas Falkland que nosotros refutamos, y ese reclamo no va a prosperar». El Lord agregó que no se haría nada contrario al deseo de los isleños. Sus dichos fueron apoyados por la prensa lobista. Una editorial del The Times a finales de noviembre de 1980 afirmó que:

Ni siquiera puede pensarse en la posibilidad de entregar a [los isleños] a Argentina en contra de su voluntad. Esto es así no importa la clase de gobierno que tenga el poder en Argentina, y es particularmente cierto en vista del sangriento historial del presente régimen militar.

La acción del lobby perjudicó uno de los últimos intentos británicos de negociar la soberanía.
Sukey Cameron fue Secretaria Ejecutiva de la Asociación de las Islas Malvinas en Londres entre 1979 y 1982. Su primer cargo político lo tuvo a los 22 años de edad. El 25 de septiembre de 1981 realizó una petición en el número 10 de Downing Street, residencia oficial del primer ministro del Reino Unido, para pedir la ciudadanía británica completa para los malvinenses.

## Últimos intentos y situación posterior
El 2 de diciembre de 1980, Nicholas Ridley, ya como ministro de Estado de Asuntos Exteriores británico, y luego de la acción del lobby expuso en la Cámara de los Comunes, diciendo que «No tenemos ninguna duda sobre nuestra soberanía de las Islas Malvinas [...] Tenemos un título perfectamente válido». Ridley se presentó en el parlamento para informar acerca de sus actuaciones en las Malvinas. Allí recibió rechiflas de muchos parlamentarios, quienes sostuvieron que encontraban frente a una contradicción entre las afirmaciones del ministro acerca de que el gobierno británico no tenía dudas de su soberanía sobre las islas por un lado, y por otro, su propuesta de solucionar la disputa de soberanía con un arrendamiento argentino al Reino Unido.
Peter Shore, vocero en asuntos extranjeros de la oposición parlamentaria, sostuvo que «la propuesta para un arreglo de leasing debilitaría nuestra posición sobre la soberanía de las Islas. El hecho de hacer semejante propuesta de una manera tan específica y pública solo serviría, probablemente, para endurecer la política argentina al respecto y debilitar la confianza de los isleños». El conservador Julien Amery dijo que la propuesta de Ridley era «profundamente perturbadora». El Vizconde Cranborne, otro parlamentario conservador, dijo que la postura de Ridley era «inquietante», y que induciría a los isleños a pensar que «no contaban con el apoyo que se merecían de la madre patria». La postura unánime en la Cámara de los Comunes era que simpatizaban con «un pequeño pueblo amenazado por un vecino más grande», que «amenazaba la forma de vida británica que hasta el momento se disfrutaba en las Islas Falkland».
En 1981, la Junta Militar argentina llevó a cabo una defensiva diplomática intensiva e inflexible para obligar al Reino Unido a cumplir los pedidos de negociación de las Naciones Unidas. Al mismo tiempo, el Consejo Legislativo de Malvinas votó en favor de congelar el tema de la soberanía y por el rechazar cualquier intento de solución o acercamiento con Argentina. El Parlamento británico secundó esa decisión.
El 25 de enero de 1981, en una visita a Jamaica, Ridley afirmó que las islas «serán las únicas perjudicadas por el tiempo que tarde en solucionarse el conflicto que mantienen el Reino Unido y Argentina». También afirmó que creía «firmemente» en la autodeterminación, que no veía «la razón para negarle la independencia al archipiélago», que los 1700 habitantes se resistían al control argentino y que si los argentinos se hicieran cargo de las islas todos sus habitantes las abandonarían.
El 9 de febrero, se anunció en Buenos Aires y en Londres la reanudación de las negociaciones sobre el futuro de las islas, a realizarse los días 23 y 24 de febrero en Nueva York. Ridley encabezó la delegación británica y el comodoro Cavándoli encabezó la argentina. El gobierno británico impuso un gran número de restricciones con respecto a tratar la soberanía de las Malvinas. Solo propuso un congelamiento del tema de soberanía mientras se continuaría el diálogo sobre la cooperación económica. Según la propuesta, luego de un periodo de años acordado, las partes mantendrían sus posiciones sore la soberanía. Durante ese plazo, se crearía un clima de confianza entre Argentina continental y el archipiélago, desarrollándose proyectos conjuntos de desarrollo.
En la reunión Ridley también informó sobre su visita a las islas y las malas reacciones de los isleños sobre sus propuestas. La delegación argentina ofreció maximizar las condiciones económicas y sociales en las islas, concediendo la existencia de una administración, leyes, sistema de educación y vida social diferenciadas del continente y continuas para ellos, haciendo del archipiélago la región «más mimada de Argentina».
El 26 de febrero se emitió un comunicado de prensa conjunto donde simplemente se anunciaron las próximas rondas de negociaciones. El 6 de marzo el gobierno argentino comunicó el rechazo a la propuesta británica. La Cancillería emitió un comunicado en donde rechazó de «forma absoluta y sistemática cualquier propuesta que no acuerde este derecho [de soberanía] en forma prioritaria». Lo único exitoso del encuentro fue que los delegados argentinos aceptaron tratar directamente con los representantes isleños de la delegación británica. Argentina aceptó ese riesgo como parte de su política de cortejo a los malvinenses.
A principios de 1982, Argentina intentó conformar una comisión permanente de negociación que se reuniría mensualmente durante un año para resolver la disputa de soberanía. En febrero se llevó a cabo una serie de reuniones en Nueva York para analizar la propuesta, a la que el Reino Unido no llegó a responder. En marzo, Argentina emitió un comunicado donde hizo público el carácter de las negociaciones y donde exhortó al Reino Unido a aceptar la última propuesta argentina. El gobierno británico nuevamente propuso congelar los reclamos de soberanía durante 25 años para elaborar proyectos de desarrollo económico en las islas y sus aguas circundantes.
Lord Carrington informó al gobierno británico que las reuniones habían sido beneficiosas ya que argentinos e isleños habían tomado contacto y aproximado sus divergencias. Sin embargo detalló que si los malvinenses persistían en su posición pro status quo, el Reino Unido debería prepararse para enfrentar un deterioro en las relaciones con Argentina. El Ministerio de Relaciones Exteriores del Reino Unido pidió una nueva ronda para negociar sobre la soberanía pese a la intransigencia de los isleños.
Leopoldo Galtieri Galtieri, en ese momento integrante de la Junta Militar, en un discurso el 29 de mayo de 1981, declaró que:

Nadie podrá decir que no hemos sido extremadamente calmos y pacientes en el manejo de nuestros problemas internacionales, que de ningún modo surgen de las apetencias territoriales de nuestra parte. Sin embargo, luego de un siglo y medio, ellos se han vuelto más y más insoportables.

El 15 de junio en París, hubo un encuentro entre Ridley y el diplomático argentino Enrique Ros. El gobierno argentino declaró estar dispuesto a esperar el resultado de las elecciones legislativas de octubre de ese año en las Malvinas antes de continuar con las negociaciones. Durante ese mes, J. B. Ure, Subsecretario de Estado Británico para América del Sur, visitó Buenos Aires y las islas. Ure le informó al gobierno argentino voluntad del gobierno británico de hallar una solución. También sugirió que para Argentina lo mejor era no forzar el ritmo del proceso. En las islas, Ure intentó que se decidan rápidamente como se iba a continuar con las negociaciones.
El 30 de junio, en Londres se llevó a cabo una reunión la sede del Ministerio de Relaciones Exteriores del Reino Unido encabezada por Ridley, y con la presencia del embajador británico en Buenos Aires y del gobernador colonial de las islas para revisar la política gubernamental hacia las Malvinas. Allí Ure presentó un memorándum preparado luego de sus viajes. Allí informó que había encontrado a la Cancillería argentina predispuesta a continuar con las negociaciones y para aceptar la idea de un arriendo, mientras que declaró que la Junta Militar estaba impaciente y que era capaz de «exigir una política más enérgica en cualquier momento». Ure declaró que había poca oposición en las islas hacia la propuesta de arrendamiento y pidió realizar una campaña de información pública hacia los isleños. Finalmente en la reunión se acordó persuadir al Consejo Legislativo de las islas para que no obstruya las negociaciones, y para que preparara una campaña de educación pública a favor de Argentina.
En las reuniones de 1981 y 1982 hubo participación formal de representantes malvinenses en la delegación británica pese a la oposición argentina inicial. Se trataba de Adrian Monk, administrador de campos en la isla Soledad, y de Stewart Wallace, Jefe de la empresa de telecomunicaciones Cable & Wireless, que además de tener esos empleos, eran miembros del Consejo Legislativo isleño. En todos los encuentros ambos se negaron a que el Reino Unido reconozca la soberanía argentina de las Malvinas. En agosto de 1981 se les había asignado la labor de consultar a la comunidad malvinense sobre una lista de salvaguardas para los bienes raíces y sobre los usos y costumbres de los habitantes que Argentina debía respetar obligatoriamente. Los consejeros nunca cumplieron con su cometido.
Al tiempo que el Ministerio de Relaciones Exteriores del Reino Unido intentaba negociar pese a la oposición del lobby isleño, el Ministerio de Defensa británico, debido a la necesidad de recortar gastos, anunció en junio de 1981 que la Marina Real británica, encargada de la defensa de las Malvinas, prescindiría de los portaaviones HMS Hermes y HMS Invincible y que en sus funciones serían reemplazados por destructores y fragatas más económicas. También se propuso eliminar los buques de asalto especializados en el desembarco de tropas: el HMS Fearless y el Intrepid. Además se decidió retirar del servicio al patrullero antártico HMS Endurance una vez que concluyera su campaña por el Atlántico Sur en marzo de 1982, sin contar con un reemplazo.
La decisión del Ministerio de Defensa fue protestada por miembros del lobby, prensa, entre otros. Se convocó a conservar al «guardián de las Islas Falkland» y la «única presencia de la Royal Navy en el Atlántico Sur». Pese a ello, la decisión fue confirmada por el Parlamento el 30 de junio. El Consejo Legislativo de las Islas envió un mensaje a Lord Carrington que decía:

Los habitantes de las Islas Falkland deploran en los términos más enérgicos la decisión de sacar de servicio al HMS Endurance. Expresan su extrema preocupación de que Gran Bretaña parece estar abandonando la defensa de sus intereses en el Atlántico Sur y la Antártida al mismo tiempo que otras potencias están reforzando su posición en ellas. Sienten que el retiro debilitará aún más la soberanía británica en esta área ante los ojos no sólo de los isleños sino también del mundo. Urgen que se tomen todos los recaudos posibles para revertir esta decisión.

James Callaghan criticó la decisión y declaró que Argentina en cuanto se entere podría preparar una invasión a las islas. Al mismo tiempo, un funcionario de la embajada argentina en Londres se comunicó telefónica con Lord Shackleton para preguntarle si esta decisión significaba que el Reino Unido había perdido el interés en las islas. Shackleton contestó que no sabía. La embajada británica en Argentina informó al gobierno británico que la prensa argentina había informado que el Reino Unido abandonaba la protección de las islas.
Las decisiones del gobierno británico de retirar sus buques de las islas y de no conceder la ciudadanía británica plena a los malvinenses, fueron observadas por el gobierno argentino, que comenzó a presionar para acelerar el ritmo de las negociaciones. El 27 de julio, el Ministerio de Relaciones Exteriores argentino hizo llegar al embajador británico en Buenos Aires una nota firmada por el Canciller Oscar Camilión que expresaba la preocupación de su gobierno por la falta de progresos en las negociaciones. Al ser el décimo aniversario de los Acuerdos de Comunicaciones, Argentina creía que no era posible «posponer aún más una discusión seria y profunda» sobre la soberanía y cooperación económica de forma simultánea para alcanzar resultados concretos en un corto plazo. Así, Argentina pidió que las próximas negociaciones debían «señalar el comienzo de una etapa decisiva hacia la culminación definitiva de la disputa». La nota también agregó que la cuestión no podía seguir igual por más tiempo porque afectaba a «la integridad territorial y la dignidad nacional [argentina]».
Pese al que el Ministerio de Relaciones Exteriores del Reino Unido vio necesario hallar una solución final al conflicto, llevándose a cabo una campaña activa de información pública para aproximar la actitud de los isleños y de los británicos a la del gobierno, Lord Carrington decidió no hacerlo por considerarlo «contraproducente».
En septiembre de 1981, Lord Carrington declaró que la opción del arriendo de las islas continuaba siendo «no sólo la mejor sino, la única solución viable a la disputa». Pese a ello, las posibilidades de alcanzar el acuerdo con la aprobación de los isleños habían disminuido. El gobierno británico propuso mantener las negociaciones e invitar al gobierno argentino hacer propuestas constructivas. Lord Carrington sabía del rechazo argentino a esa propuesta y consideró necesario elaborar planes de contingencia. Al mismo tiempo declaró que defender a las islas sería «difícil y costoso» para el Reino Unido.
El 22 de septiembre el canciller argentino Camilión habló ante la Asamblea General criticando fuertemente la lentitud de las negociaciones. Al día siguiente se reunió con Lord Carrington, quien le expresó sus deseos de continuar con las negociaciones, afirmando que trataría de convencer a los isleños para que aceptaran llegar a buenos términos, pero que no intentaría coaccionarlos para que aceptaran la decisión de su gobierno. Camilión le respondió que el Reino Unido no debería permitir que los isleños vetaran las negociaciones.
Para fines de ese mes, Ridley había abandonado el Ministerio de Relaciones Exteriores del Reino Unido y había sido reemplazado por Richard Luce, a quien los argentinos veían como un representante del Lobby isleño. El 22 de octubre, el embajador británico en Buenos Aires Anthony Williams criticó la decisión de su gobierno de no llevar adelante la campaña de información pública e informó que la paciencia de Argentina se estaba agotando.
El 14 de octubre se reunieron en Buenos Aires el canciller argentino y el embajador Williams para preparar la siguiente ronda de negociaciones. El gobierno argentino indicó que mantendría como primera prioridad de su política exterior el recuperar la soberanía de las islas, estando dispuesto a una larga negociación. Sin embargo, ese día se realizaron las elecciones para renovar el Consejo Legislativo de las islas. Sus resultados reflejaron un endurecimiento en la posición de los isleños, ya que ganaron los candidatos más opositores al acuerdo con Argentina. A pesar de ello el nuevo Consejo decidió mantener el diálogo y enviar representantes a la nueva ronda de negociaciones en cuanto no se tratase el tema de la soberanía. Aunque en un principio se realizarían en diciembre, la nueva ronda se postergó para febrero de 1982.
Tras el estancamiento de las negociaciones debido a las pobres propuestas británicas, la oposición isleña y la impaciencia argentina que aumentaba, el gobierno militar de Argentina se vio obligado a forzar su reanudación mediante la ocupación del archipiélago, que derivaría en la guerra de las Malvinas. Tras su finalización, las negociaciones para la transferencia de soberanía de las islas Malvinas quedaron paralizadas hasta la actualidad.
A la vez, al finalizar la guerra las actividades de LADE, YPF y Gas del Estado en las islas finalizaron y sus empleados fueron evacuados de las islas en el buque ARA Bahía Paraíso. Todos los vínculos entre el continente y las islas dejaron de existir y hasta finales de los años 1990 no se permitió el ingreso de argentinos al archipiélago.